# 中アッシリア時代
中アッシリア時代（ちゅうアッシリアじだい）は古代アッシリアの時代区分の一つ。アッシリア史において初期アッシリア、古アッシリアに続く3番目の段階であり、前1363年ごろにアッシュル・ウバリト1世が即位しアッシリアが領域的な王国として勃興してから、前912年にアッシュル・ダン2世が死亡するまでの時代を指す。中アッシリア時代にアッシリアは初めて有力な1つの帝国となった。アッシリアは絶え間なく拡大と縮小を繰り返したが、この時代を通じて北メソポタミアの支配的な勢力であり続けた。アッシリア王とアッシリアの国家神アッシュルの台頭を含め、アッシリア史においては中アッシリア時代は重要な社会的、政治的、宗教的発展の時代であった。
中アッシリア時代の帝国の起源はアッシュル市にある。この都市は古アッシリア時代の大部分の期間都市国家であり、その後ミッタニ王国の支配下にあったが、周辺の領域と共にミッタニから独立した。アッシュル・ウバリト1世の下でアッシリアは拡大を開始し、古代オリエントにおける大国としての地位を主張し始めた。大国足らんとする願望は主としてアダド・ニラリ2世（在位：前1305年ごろ-前1274年ごろ）、シャルマネセル1世（在位：前1273年ごろ-前1244年ごろ）、トゥクルティ・ニヌルタ1世（在位：前1243年ごろ-前1207年ごろ）の努力によって結実した。彼らの下でアッシリアは一時的にメソポタミアにおける覇権的な地位を占めた。トゥクルティ・ニヌルタ1世の治世は中アッシリア時代のアッシリア帝国の最盛期であり、バビロニアを征服し新たな首都カール・トゥクルティ・ニヌルタを建設した（ただしこの都市は彼の死と共に放棄された）。アッシリアは前1200年のカタストロフと呼ばれる後期青銅器時代の大規模な破壊の嵐による直接的な影響をほとんど受けなかったが、ほぼ同時期にアッシリア帝国は衰退の時代に入った。前1207年ごろのトゥクルティ・ニヌルタ1世の暗殺によって王朝内の衝突が生じアッシリアの国力は著しく低下した。
この衰退の時代の間でも中アッシリア時代の王たちは地政学的に積極的な姿勢を取り続けた。アッシュル・ダン1世（在位：前1178年ごろ-前1133年ごろ）とアッシュル・レシュ・イシ1世（在位：前1132年ごろ-前1115年ごろ）はともにバビロニアへの遠征を行った。アッシュル・レシュ・イシ1世の息子・後継者のティグラト・ピレセル1世（在位：前1114年-前1076年）の下、広範囲への遠征と征服によってアッシリア帝国は勢力を取り戻した。ティグラト・ピレセル1世の軍隊はアッシリア本国からはるか地中海まで進軍した。再征服地と新たな征服地はしばらくの間は維持できていたが、アッシリア帝国はティグラト・ピレセル1世の息子アッシュル・ベル・カラ（在位：前1073年ごろ-前1056年ごろ）の死後には再び（そしてかつてよりもより深刻な）衰退の時代に入った。このころにはアッシリア本国以外の大部分の領土が失われたと見られる。この縮小の一因はアラム人諸部族の侵略であった。アッシリアの衰退はアッシュル・ダン2世（在位：前934年-前912年）の下で再び回復へと向かった。彼はアッシリア本国の周辺地域に広範な遠征を行った。アッシュル・ダン2世とそれに続く後継者たちの成功によって帝国の旧領に対するアッシリアの支配が回復し、さらにやがて旧領を遥かに超えてアッシリアは勢力を拡大していった。このアッシリアの再拡大の開始は現代の学者によって中アッシリアから新アッシリア帝国への転換点として扱われている。
神学的にはアッシュル神の役割の重要な変化が中アッシリア時代に見られた。初期アッシリア時代よりも何世紀も前に都市アッシュルの擬人化・神格化によって誕生した神アッシュルは、中アッシリア時代に古のシュメルのパンテオンの最上位を占めたエンリル神と同格となり、アッシリアの拡張主義と戦争の結果としてその主たる性質を農耕の神から軍隊の神へと変化させた。都市国家から帝国へというアッシリアの変化はまた行政的・政治的に重要な結果をもたらした。古アッシリア時代のアッシリアの君主たちはiššiak（副王 / 総督）という称号の下、アッシュル市の有力者で構成される民会と共同で統治していたが、中アッシリア時代の王たちはšar（王）という称号を用いる独裁的な支配者であり、他の帝国の君主たちと同等の地位を追求した。この帝国への転換は洗練された道路網や領土の様々な行政区分、網の目のように張り巡らされた王の行政官と役人のネットワークなど、統治に必要な様々なシステムの発達ももたらした。

## 歴史

### 形成と勃興

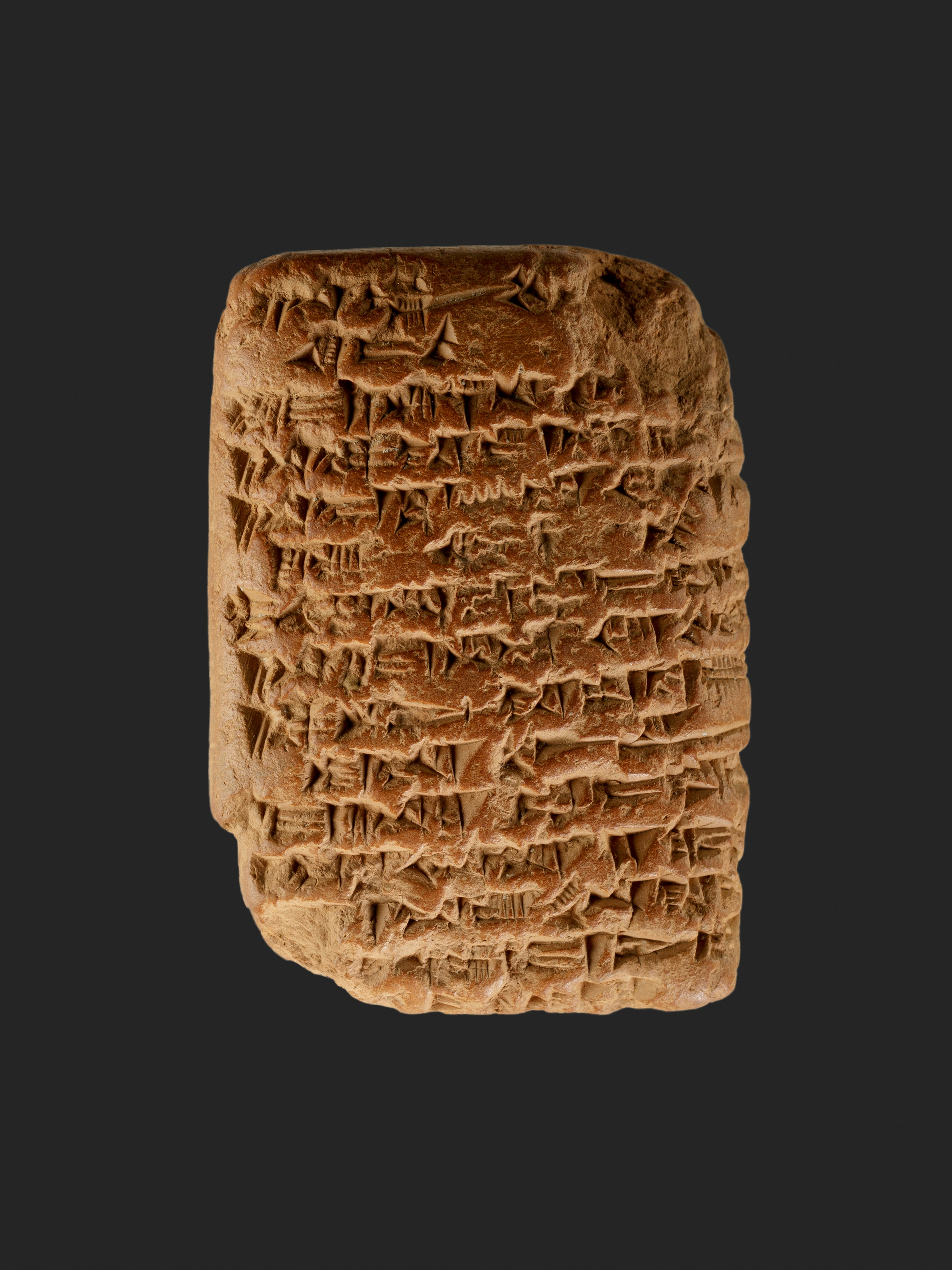
アマルナ文書 EA 15。アッシリア王アッシュル・ウバリト1世（在位：前1363年ごろ-前1328年ごろ）がエジプト王アクエンアテン（在位：前1353年ごろ-前1336年ごろ）に送った手紙。

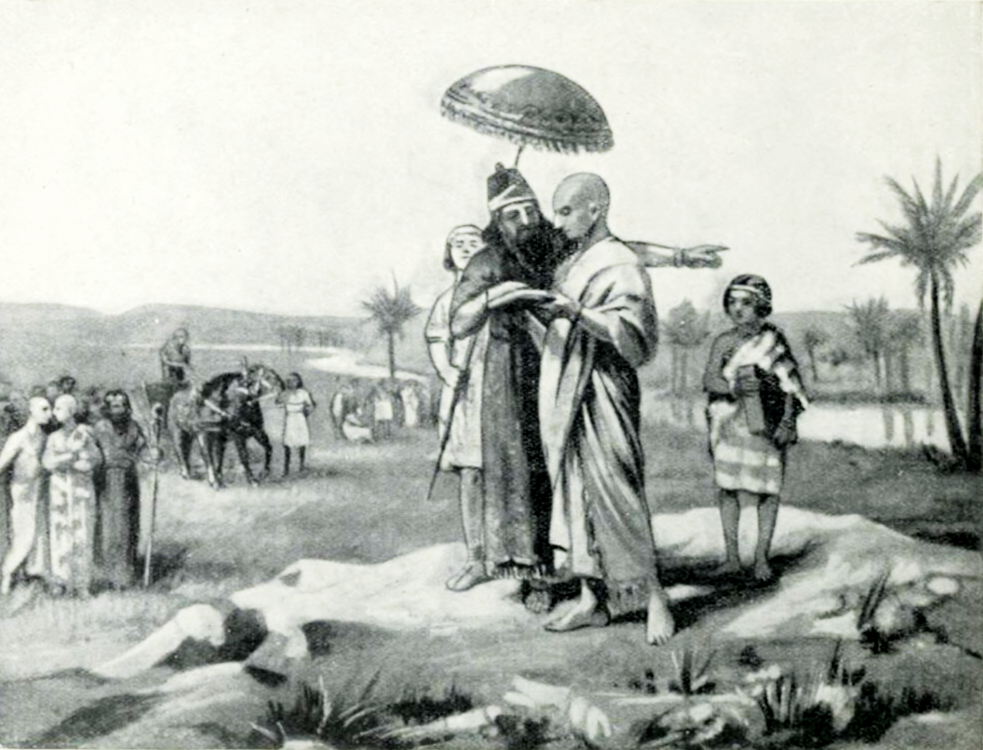
アッシリアとバビロニアの国境交渉を描いた20世紀のイラスト。

前1300年ごろの古代オリエントのおおよその政治地図。

それまでミッタニ（ミタンニ）王国の宗主権の下にあったアッシリアは、前1363年ごろアッシュル・ウバリト1世の下で独立した領域国家となった。アッシュル市周辺の単なる都市国家（古アッシリア時代の大部分の間そうであった）からのアッシリアの移行はミッタニの宗主権下にあった最後の数十年の間に既に始まっていたが、独立を達成したのはアッシュル・ウバリト1世の下でである。現代の歴史学者はこの独立と周辺地域（ティグリス川のタウルス山脈山麓部と大ザブ川の間の肥沃な地域などの）に対するアッシュル・ウバリト1世の征服を中アッシリア時代の始まりとして扱っている。
アッシュル・ウバリト1世はšar（王）という称号を用いた初めての現地アッシリア人の支配者であり、前18世紀のアムル人（アモリ人）の征服者シャムシ・アダド1世以来初めてこの称号を用いたアッシュルの支配者である。彼はさらに独立を達成してすぐ、エジプトのファラオおよびヒッタイトの王たちと同等の大王としての尊厳を主張した。アッシュル・ウバリト1世が大王たるを主張したことは、大王に期待されるイデオロギー的な役割を自身に組み込むことを意味した。大王は彼の領土の国境を広げて「未開の」領域を組み込み、最終的には「世界」を支配することが期待された。しかし政治的現実の故にほとんどの場合バビロニアのような同格の敵国との外交が実際に生じる状況であり、近傍にある小さく軍事的に劣勢な国々のみが征服の対象であった。アッシュル・ウバリト1世の治世は後の世代のアッシリア人たちからしばしばアッシリアの真の誕生であったと考えられた。「アッシュルの地（māt Aššur）」というアッシリアを大きな王国として捉えるこの用語の使用が初めて確認されるのはアッシュル・ウバリト1世の時代である。
アッシリアの勃興は元の宗主であるミッタニの衰退と崩壊と密接に関連していた。アッシリアは前1430年ごろミッタニの支配下に置かれ、70年ほどミッタニに統治された。北メソポタミアにおけるミッタニの支配の終焉をもたらした主要因はヒッタイトの王シュッピルリウマ1世であった。彼は前14世紀にシリアの支配を巡ってミッタニと戦い、実質的にミッタニ王国の終焉の端緒を開いた。アッシュル・ウバリト1世はこの権威と覇権を巡る闘争の中で独立を確保した。このミッタニとヒッタイトの衝突に先立ってミッタニ王国は弱体化していた。ミッタニ王位継承者アルタシュマラが前14世紀に暗殺され、年少のトゥシュラッタが即位した。トゥシュラッタが権力を掌握すると彼を廃位しようとする別の諸派閥の争いによってミッタニ王国の内紛が引き起こされた。トゥシュラッタの即位に続く戦争の最中、アルタタマ2世やシュッタルナ3世のような複数の対抗者がミッタニを支配するようになった。アッシリア人は時に彼らと戦い、時に彼らと同盟を結んだ。シュッタルナ2世はアッシリア人の協力を取り付けたが多くの金銀を支払わなければならなかった。
アッシュル・ウバリト1世はアッシリアの拡大に関心を持ちミッタニとヒッタイトの衝突を注意深く見ていたに違いなく、アッシリアの南の領土に関心を向けていた。アラプハとヌジに対しての遠征は成功し、アッシリア軍は前1330年代までにこれらを破壊した。いずれの都市もアッシリアに正式に組み込まれることはなかった。アッシリア軍は恐らく小ザブ川から引き上げ、バビロニアがこれらの地を征服することを受け入れた。その後数世紀にわたりアッシリアの王たちはしばしばバビロニアの王たちのライバルとなった。アッシュル・ウバリト1世自身はバビロニアとの長期的な紛争を望んでいなかったことは娘のムバッリタト・シェルアとバビロニア王ブルナ・ブリアシュ2世の結婚から明確に示されている。和平以前にはブルナ・ブリアシュ2世はアッシリアの主敵であった。彼はファラオ、アクエンアテンに宛てた手紙においてアッシリア人は自らの臣下であると偽り、アッシリアの外交とアッシリア・エジプト間の交易関係を棄損しようとしたことがあった。アッシリアとバビロニアの数年間の平和共存の後、ブルナ・ブリアシュ2世とムバッリタト・シェルアの息子でバビロニア王となったカラ・ハルダシュが倒された。ムバッリタト・シェルアは同時に殺害された可能性が高い。アッシュル・ウバリト1世はこのために南に軍勢を進め秩序を回復した。バビロニアの王位を奪ったナジ・ブガシュはその最中にアッシリアによって打倒され、代わってブルナ・ブリアシュ2世の別の息子クリガルズ2世が王位に付けられた。
アッシュル・ウバリト1世の後継者エンリル・ニラリ（在位：前1327年ごろ-前1318年ごろ）とアリク・デン・イリ（在位：前1317年ごろ-前1306年ごろ）はアッシュル・ウバリト1世ほどアッシリアの勢力拡大・統合に成功しなかった。そのため新たに確立されたこのアッシリア王国の発展は幾分たどたどしく、確固たるものではなかった。クリガルズ2世はアッシリアに従い続けることはなく、エンリル・ニラリと戦った。クリガルズ2世の反逆はアッシリアに深いトラウマを残し、1世紀以上後になっても外交およびバビロニアとの戦争に関するアッシリアの文書で言及されている。この事件は後世のアッシリア人の多くから、アッシリアとバビロニアの歴史的敵意の開始点であると見なされた。ある時、クリガルズ2世はアッシリアの地スガグ（アッシュル市からわずか一日路に位置する居住地）にまで到達した。アッシリアは彼を斥けたが、アッシリア本国の奥深くに侵入されたことはアッシリア人に衝撃を与え、彼らはこの後の紛争において予防処置としてしばしば東のティグリス川沿いのバビロニア国境の前哨地に焦点をあてた。

### 最初の拡大と統合

#### アダド・ニラリ1世とシャルマネセル1世の治世

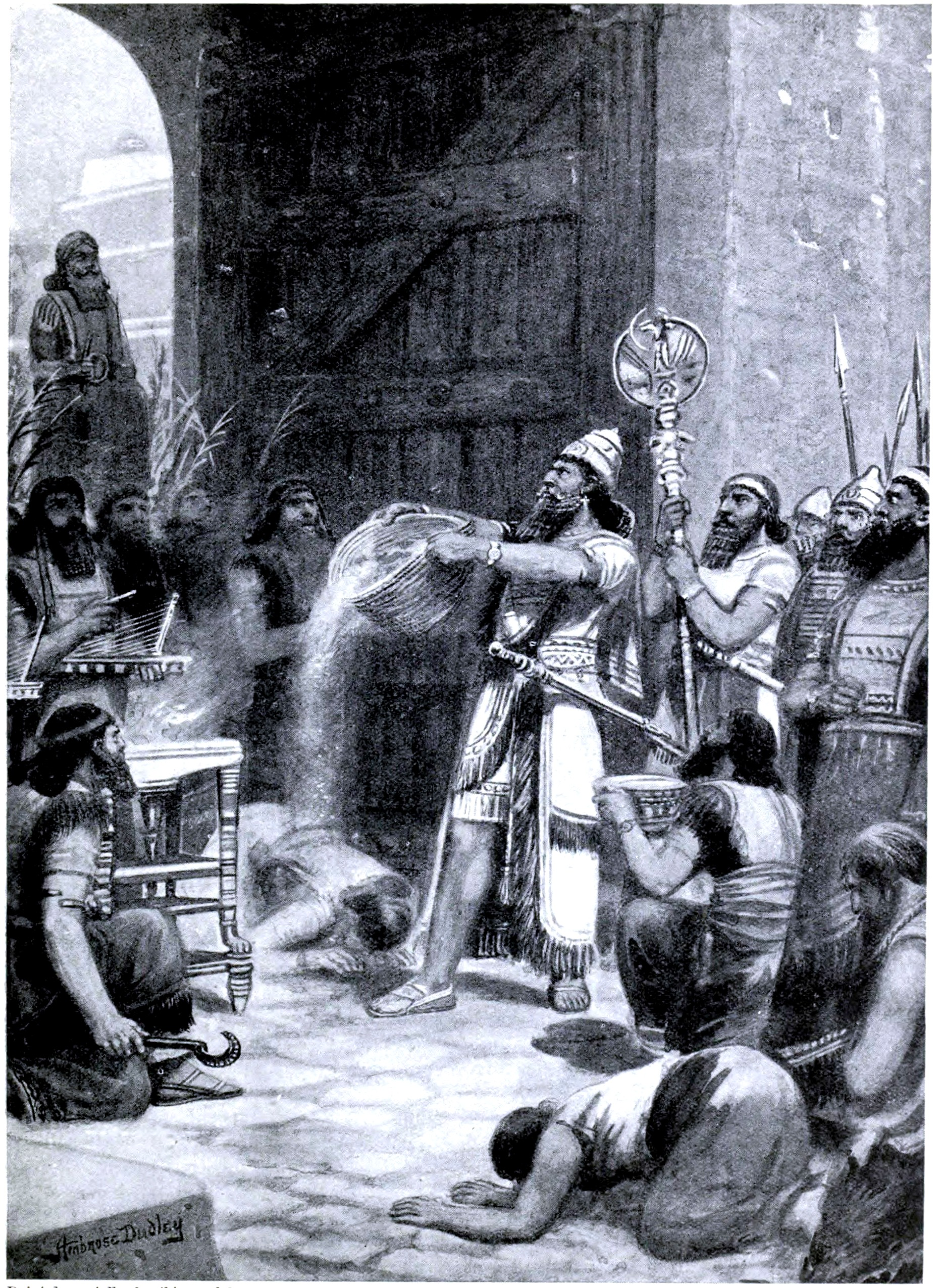
破壊したアリンヌ要塞の塵を注ぐシャルマネセル1世（在位：前1273年-前1244年）を描いた20世紀のイラスト。

アダド・ニラリ1世（在位：前1305年ごろ-前1274年ごろ）、シャルマネセル1世（在位：前1273年ごろ-前1244年ごろ）、トゥクルティ・ニヌルタ1世（在位：前1243年ごろ-前1207年ごろ）といった戦士王たちの下、アッシリアは重要な地域的勢力となるという願望を実現し始めた。エジプト、ヒッタイト、バビロニアのような他の古代オリエントの有力勢力は、当初はアッシリア人の王国を対等に見ようとはしなかったが、アダド・ニラリ1世の時代以降はアッシリアが成長してミッタニに取って代わるようになり、主要な王国の1つであるということは否定できないものになった。アダド・ニラリ1世はミッタニ王国の残党に対して遠征を行った最初のアッシリアの王であり、長文で自身の遠征について王碑文に記した最初のアッシリア王でもある。アダド・ニラリ1世は治世初期にミッタニ王シャットゥアラ1世を破り、属王としてアッシリアに貢納を納めさせた。この遠征の最中、アッシリア軍がミッタニ領の一部で広範な略奪と破壊を行ったことを考えると、この時点ではミッタニの領域を完全に併合して統合する計画はなかったものと見られる。その少し後、シャットゥアラ1世の息子ワサシャッタがアッシリアに対して反乱を起こしたが、アダド・ニラリ1世はこれを鎮圧し、罰としてハブール川沿いのいくつかの都市を併合した。そして彼はかつてのミッタニの首都タイテに自らの王宮を建設した。
アダド・ニラリ1世が第一に重視したのはバビロニアの征服またはバビロニアとの和平であった。バビロニアが直接的な脅威であるというだけではなく、南メソポタミアの征服という事績自体が名誉をもたらすものでもあった。ルブディやラピクのようなバビロニアとの国境沿いの町に対する軍事的集中から、アダド・ニラリ1世の最終的な目標がバビロニアの制圧と全メソポタミアに対する覇権の確立にあったことは明白である。アダド・ニラリ1世がルブディとラピクを一時的に占領したことで、バビロニア王ナジ・マルッタシュがアッシリアを攻撃したが、アダド・ニラリ1世はカール・イシュタルの戦い（前1280年ごろ）で彼を撃破し、両国の国境をアッシリアに有利なように引き直した。アダド・ニラリ1世の息子、シャルマネセル1世の下では、周辺国や他の大国に対するアッシリアの遠征が激しさを増した。シャルマネセル1世の碑文のよれば、彼は治世最初の年に8か国（恐らくは小国群であろう）を征服した。シャルマネセル1世が占領した地の中に彼が壊滅させ塵と化したアリンヌ要塞があった。アリンヌの塵の一部は集められ、象徴としてアッシュル市に持ち帰られた。

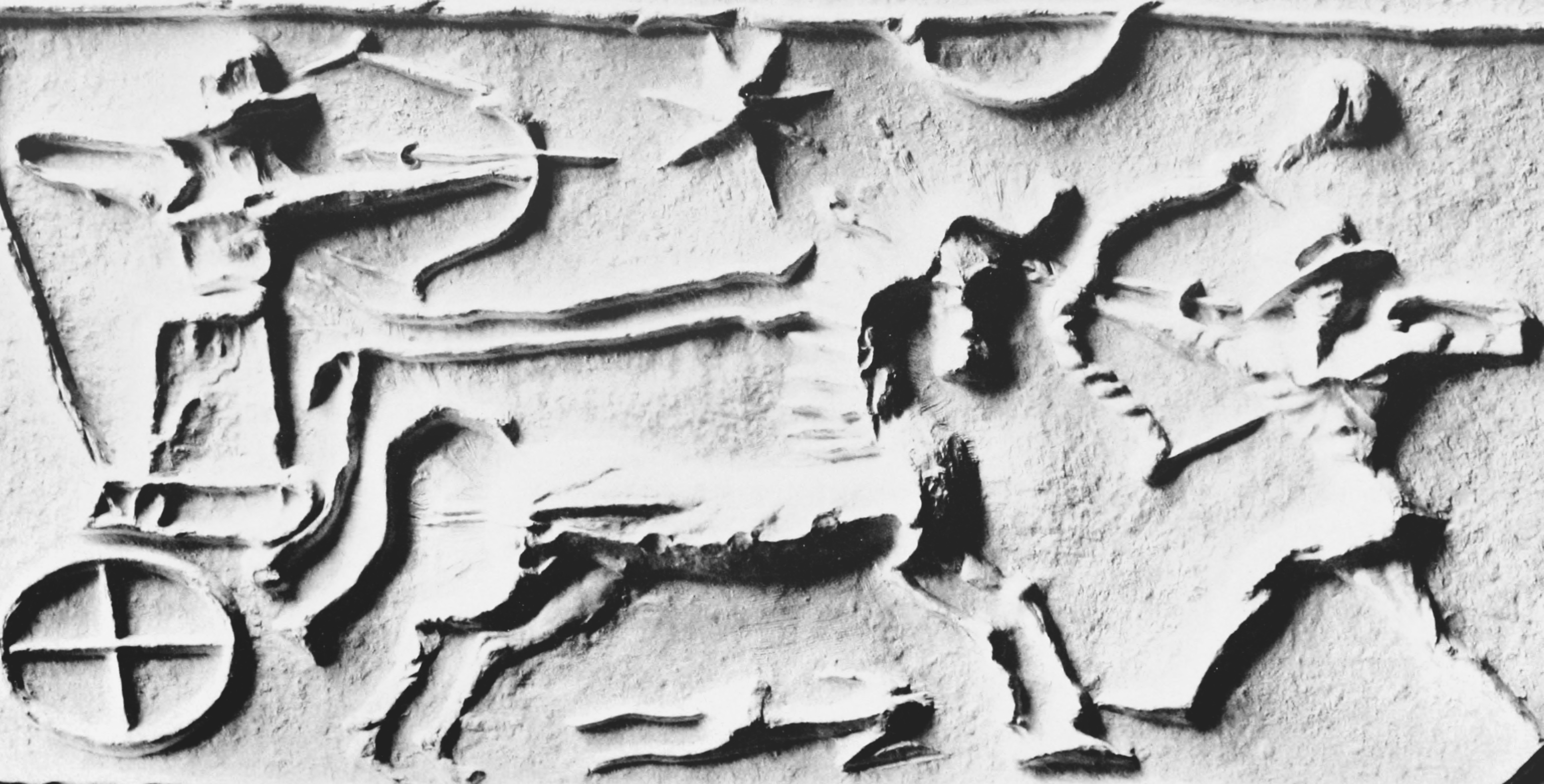
中アッシリア時代（前1400年ごろ-前1100年ごろ）の印章。

新たなミッタニ王シャットゥアラ2世がヒッタイトの支援を受けてアッシリア支配に対する反乱を起こすと、これを鎮圧するためにミッタニに対してさらなる遠征が行われた。このシャルマネセル1世のミッタニに対する遠征は大きな成功を収めた。ミッタニの首都ワシュカンニは略奪されたが、一方でミッタニ領内ではアッシリア王国に併合されることに対する抵抗感があること、そして現地の君主に属王として統治させても制御できないことが認識された。このため、ミッタニ領はアッシリアの王領として直接併合されることはなかったが、代わりに大宰相およびハニガルバト王の称号を持つ総督の統治下に置かれた。最初にこの地位に就いたのはシャルマネセル1世の兄弟イバシ・イリであり、彼の子孫がこの地位を世襲した。ミッタニ領を王室の分家の統治下に置くという処置は、アッシリア本国のエリート層がこの新たな征服地にたいしてわずかな関心しか持っていなかったことを示している。シャルマネセル1世は打ち破ったミッタニ軍を残忍に取り扱ったことを誇っているが、ある碑文では14,000人の戦争捕虜を盲目にしたとも主張しており、捕らえた敵を単純に処刑するのではなく捕虜として連れ帰ったことを碑文に記す最初のアッシリア王でもあった。アダド・ニラリ1世はまた偉大な建設者でもあり、彼の最も重要な建設事業の中には後のアッシリアの歴史において極めて重要な地であるニムルド市の建設事業がある。
シャルマネセル1世の下、アッシリア軍はヒッタイトに対して重要な遠征を行った。アダド・ニラリ1世の時代にアッシリアの特使はヒッタイト王ムルシリ3世の宮廷でぞんざいな扱いを受けていたが、ムルシリ3世の後継者ハットゥシリ3世は同盟を結ぶべくシャルマネセル1世に対して手を伸ばした。しかし恐らく直近のエジプトに対する敗北のために、彼は「大王の代理」と呼ばれ侮辱を受けるとともに拒絶された。アッシリアとヒッタイトの緊張関係は時に戦争にまで発展し、シャルマネセル1世は数度にわたってレヴァントにあったヒッタイトの属国と戦った。シャルマネセル1世の息子・後継者のトゥクルティ・ニヌルタ1世の時代には対立は頂点に達し、彼はヒッタイトをニフリヤの戦い（前1237年ごろ）で撃破した。ニフリヤにおけるヒッタイトの敗北は、北メソポタミアにおけるヒッタイトの影響力が終焉を迎える端緒となった。

#### トゥクルティ・ニヌルタ1世の治世

中アッシリア時代におけるアッシリアの勢力が頂点に達した前13世紀の古代オリエントの政治地図。南方のバビロニアは前1225年ごろ-前1216年ごろの間、アッシリアの属国であった。

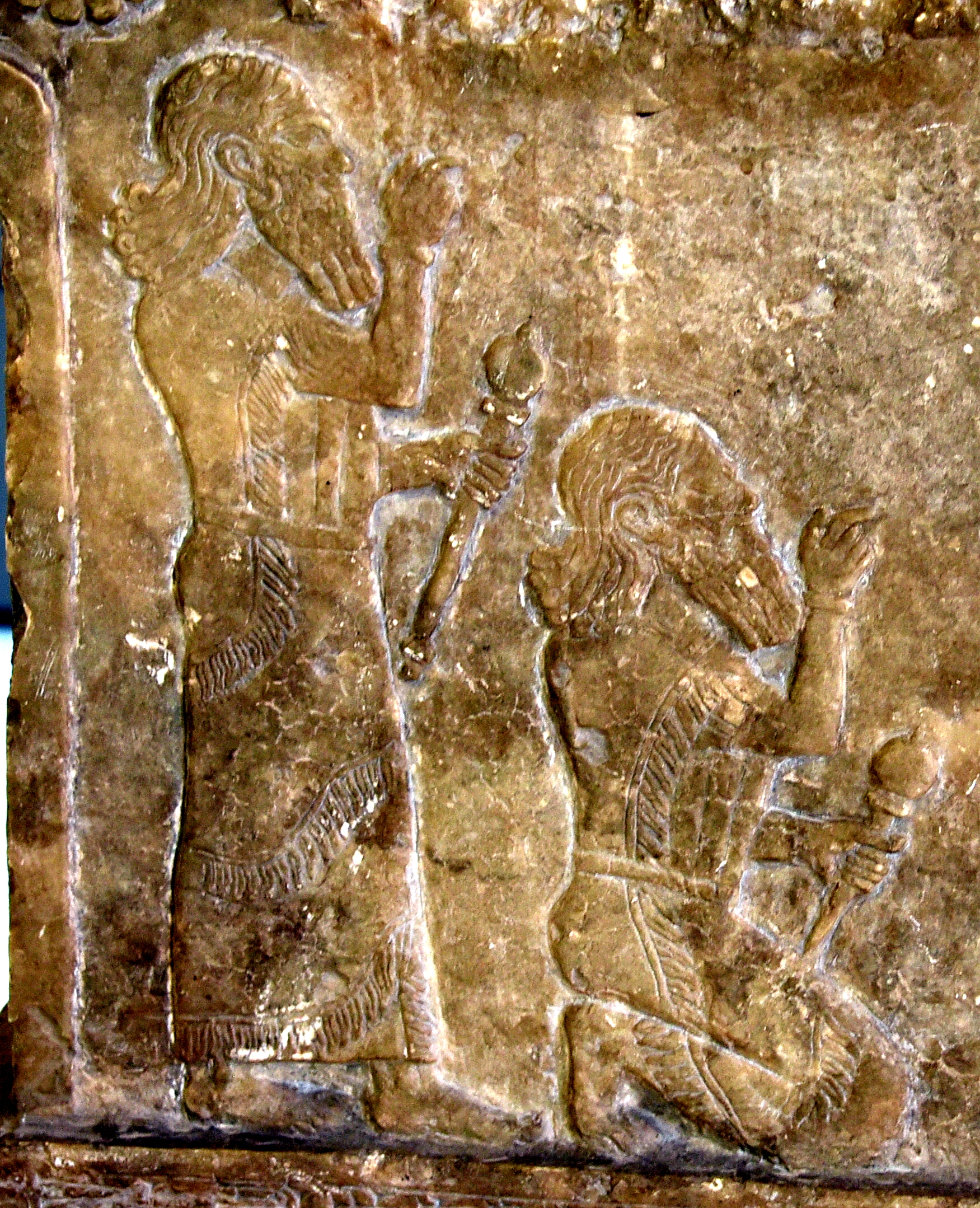
トゥクルティ・ニヌルタ1世（在位：前1243年ごろ-前1207年）。立ち姿と跪いている姿の両方が描かれている。

シャルマネセル1世の息子トゥクルティ・ニヌルタ1世は前1243年ごろに王になった。歴史学者ステファン・ヤコブ（Stefan Jakob）によればトゥクルティ・ニヌルタ1世は「永遠に続く何かを作るという無条件の意思（an unconditional will to create something that would last forever）」を持ち、その大規模な遠征によって中アッシリア時代のアッシリアは最大領域に到達した。彼は王となる前から隣接する諸王国によってその即位を懸念されていた。彼が王座についた時、ヒッタイト王トゥドハリヤ4世は祝賀の手紙を送ったが、アッシリアの大宰相バブ・アハ・イディナにも密かに手紙を送り、トゥクルティ・ニヌルタ1世がアッシリアの北西の山岳地帯にあるヒッタイトの領土を攻撃しないよう思いとどまらせ、関係改善に務めるよう懇願した。トゥドハリヤ4世の手紙がトゥクルティ・ニヌルタ1世を思いとどまらせることはほとんど無く、空虚な社交辞令を見透かして、トゥクルティ・ニヌルタ1世は即位直後の数年間で問題となっていた土地を攻撃し征服してしまった。トゥクルティ・ニヌルタ1世の碑文によれば、この征服は初期に達成された偉業の1つとして広く祝賀された。
それまでの王たちと同様、トゥクルティ・ニヌルタ1世の主眼点はバビロニアにあった。彼が南の隣人、バビロニア王カシュティリアシュ4世に対して取った最初の行動は東部のティグリス川沿いの土地を「伝統的なアッシリア領」と主張して紛争をエスカレートさせることであった。トゥクルティ・ニヌルタ1世はその後すぐ、バビロニアに侵攻した。現代の学者は一般的に、これをいわれのない攻撃であったと考えている。同時代に彼の事績を正当化するために書かれたプロパガンダである『トゥクルティ・ニヌルタ英雄叙事詩』ではトゥクルティ・ニヌルタ1世は神々の命令に従ってカシュティリアシュ4世に対する行動をおこしており、彼は神々に見放された卑しい君主であると描写されている。この文書では、カシュティリアシュ4世はアッシリアに対する攻撃、神殿の冒涜、市民の追放や殺害といった様々な残虐行為を行ったと告発されている。これらの告発の証拠は無いが、恐らく大げさではあるものの告発自体は実際の出来事に基づいているかもしれない。『トゥクルティ・ニヌルタ英雄叙事詩』によれば彼はディヤラ川にまで南進し、シッパルやドゥル・クリガルズのようなバビロニアの都市に狙いを定めた。するとカシュティリアシュ4世は勝利を確信してアッシリア軍を攻撃したが敗北し、その後の戦争中は衝突を避けようと努めた。トゥクルティ・ニヌルタ1世が最終的に勝者の座に就き、前1225年ごろバビロニアを征服してカシュティリアシュ4世を虜囚として捕らえアッシリアへ連れ帰った。そして彼は古の称号である「シュメルとアッカドの王」を主張した。「アッシリアの難民（Assyrian refugees）」や幾人かの兵士たちが「飢えている」ことについて報告するバビロニアの碑文がいくつかあることから、この勝利にはかなりの代償が伴ったものと見られる。数年間続くこのアッシリアの支配はかなり間接的なものであったように見受けられるが、トゥクルティ・ニヌルタ1世のバビロニア支配は名目上、遥か南方のペルシア湾に至るまでの領土をアッシリアの支配下に置くものであり、アッシリアの勢力の頂点の始まりであった。
トゥクルティ・ニヌルタ1世は帝国を統合する上で、特にバビロニアにおいていくつかの困難を経験した。カシュティリアシュ4世が地位を追われた後のバビロニアについてはほとんどわかっていないが、トゥクルティ・ニヌルタ1世の属王エンリル・ナディン・シュミとカダシュマン・ハルベ2世の治世の後、前1222年ごろに2度目のアッシリアによる直接的な南征があり、その結果別の属王アダド・シュマ・イディナが即位したと見られる。トゥクルティ・ニヌルタ1世は前1221年ごろに賓客としてバビロンを訪れバビロニアの神々に供物をささげていることから、アダド・シュマ・イディナの統治をアッシリアが支援していたのは確実である。この遠征から数年間平和が続いたが、最終的にアダド・シュマ・イディナがアッシリアの傀儡として振る舞わなくなったことは明確である。トゥクルティ・ニヌルタ1世はアダド・シュマ・イディナが反乱を起こしルブディの街を占領したことを許したものの、前1217年に更なる反乱を起こすとバビロンへ向けて3度目の遠征を行い、バビロンを略奪してその主神マルドゥクの神像をアッシリアへ持ち去った。彼は称号に「広大なる山々と平野の王」を加え、「上の海から下の海」までを支配し、また四方世界から貢納を受けたと主張している。彼の碑文の1つにおいて、トゥクルティ・ニヌルタ1世は自らを太陽神シャマシュの化身であるとすら主張し、šamšu kiššat niše（全ての人々の太陽[神]）と称した。アッシリアの君主は通常、彼ら自身が神であるとされることはなく、このような主張はアッシリア王としては極めて珍しいものである。
このバビロンへの最後の遠征によってトゥクルティ・ニヌルタ1世が抱えていた問題が全て解決されたわけではなかった。アッシリア軍はアッシリア本国の北西および北東の山岳地帯での反乱に対処せねばならず、短期間のうちに（恐らくカシュティリアシュ4世の息子であった）アダド・シュマ・ウツルに率いられたバビロニア人の反乱によってアッシリア人はバビロニアから追い出された。前1216年ごろ、トゥクルティ・ニヌルタ1世がヒッタイト王シュッピルリウマ2世に苦情を言ったことが記録されている。この時のヒッタイトはアッシリアの同盟国であり軍事的な協力を期待されていたが、トゥクルティ・ニヌルタ1世はシュッピルリウマ2世はアダド・シュマ・ウツルの「違法な権力奪取」に対して「沈黙を守った」と主張している。
遠征と征服に加えて、トゥクルティ・ニヌルタ1世は中アッシリア時代の中でも最も劇的な建設事業、彼の名にちなむ新たな首都カール・トゥクルティ・ニヌルタ（「トゥクルティ・ニヌルタの要塞」の意）の建設でも有名である。トゥクルティ・ニヌルタ1世の治世第11年（前1233年ごろ）に行われたこの新都市建設と首都移転は、短期間ではあったが新アッシリア時代以前において唯一のアッシリアの遷都である。

### 衰退の時代

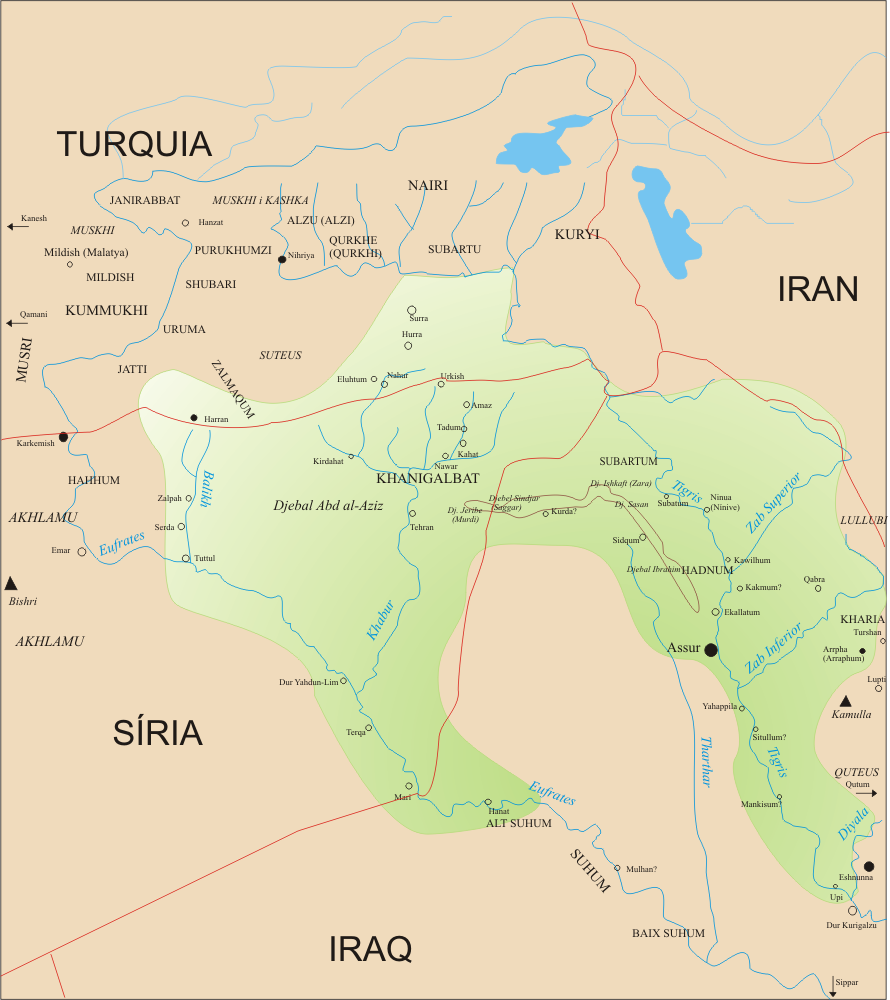
アッシュル・レシュ・イシ1世（在位：前1132年-前1115年）時代のアッシリアの領域。

トゥクルティ・ニヌルタ1世の治世後期の碑文から内部対立の拡大を読み取ることができる。アッシリアの有力な貴族の多くが彼の統治に不満を募らせており、特にバビロニアの喪失後にはそれが増した。いくつかの碑文において、トゥクルティ・ニヌルタ1世が自らの栄光の日々が去ったことを嘆いているように見える。長く成功した彼の治世は暗殺によって終わった。トゥクルティ・ニヌルタ1世の暗殺の後には王室の内紛が生じ、アッシリアの力は大きく損なわれた。幾人かの歴史学者はトゥクルティ・ニヌルタ1世の暗殺をアッシュル市からの遷都（恐らく宗教的には冒涜的行為であったであろう）と関連付けている。この遷都は治世後半における不満の高まりを受けてのものであった可能性もある。後の年代記の著者たちは暗殺の責をトゥクルティ・ニヌルタ1世の息子、アッシュル・ナツィル・アプリ（Ashur-nasir-apli）に帰しているが、恐らくこの名前はトゥクルティ・ニヌルタ1世の後継者アッシュル・ナディン・アプリ（在位：前1206年ごろ-前1203年ごろ）の書き間違いである。ハニガルバトの属王イリ・イパッダもこの暗殺事件の首謀者の一人であったと見られる。彼は事件の後もアッシリアの宮廷で重要な地位を維持していた。アッシュル・ナディン・アプリの治世は短期間であり、その後彼の兄弟であるアッシュル・ニラリ3世（在位：前1202年ごろ-前1197年ごろ）とエンリル・クドゥリ・ウツル（在位：前1196年ごろ-前1192年ごろ）が相次いで即位した。彼らの統治期間は短く、アッシリアの勢力を維持することもできなかった。この衰退の中でもアッシリアの王統は途切れることなく続いていたが、アッシリアの勢力範囲はほぼアッシリア本国のみにまで縮小した。この中アッシリア時代のアッシリア衰退は前1200年のカタストロフの時期と概ね一致している。このころ、古代オリエントは歴史的な地政学的変化の中にあり、ほとんど同時期にヒッタイト帝国とバビロンのカッシート朝が崩壊し、エジプトはレヴァントの領土を喪失して深刻な弱体化に直面していた。現代の研究者はこの大変動について大規模な民族移動や謎に満ちた海の民の侵略、新たな軍事技術とその影響、飢餓、疫病、気候変動、持続不能な労働人口の収奪など様々な説明を行っている。
恐らく父王の暗殺に関与していなかったため、エンリル・クドゥリ・ウツルとハニガルバトの属王家系との関係はアッシュル・ナディン・アプリよりも遥かに貧弱なものであった。ハニガルバト王家もまたアダド・ニラリ1世の子孫でありアッシリア王家の一族であったので、このような関係の希薄性は危険を孕んでいた。エンリル・クドゥリ・ウツルの治世中、イリ・イパッダの息子ニヌルタ・アピル・エクルがバビロニアに行き、アダド・シュマ・ウツルと面会した。バビロニアの支援を得たニヌルタ・アピル・エクルはアッシリアに進軍し戦闘でエンリル・クドゥリ・ウツルを破った。『バビロニア年代記』によれば、エンリル・クドゥリ・ウツルは臣民たちによって捕らえられバビロニアに降伏した。その後、ニヌルタ・アピル・エクルが王となりトゥクルティ・ニヌルタ1世の直系王統は途絶えた。ニヌルタ・アピル・エクル（在位：前1191年ごろ-前1179年ごろ）がその治世の間に帝国の崩壊を食い止めるためにできることは、前任者たちと同じく少なかった。しかし、彼の息子、アッシュル・ダン1世（在位：前1178年ごろ-前1133年ごろ）の治世においては幾分状況は改善した。バビロニア王ザババ・シュマ・イディンに対する親征が行われるなど、少なくとも南方の土地の一部を占領しており、バビロニアに対する優位性を確保するという希望が完全に放棄されたわけでは無かったことが示されている。
前1133年にアッシュル・ダン1世が死亡した後、彼の二人の息子、ニヌルタ・トゥクルティ・アッシュルとムタッキル・ヌスクが権力の座を巡って争い、ムタッキル・ヌスクが勝利したが、その後彼の支配は一年も続かなかった。ムタッキル・ヌスクの在位中にザンキまたはザッカ（Zaqqa）の街の支配を巡ってバビロニア王イッティ・マルドゥク・バラトゥとの戦いが始まった。この紛争はムタッキル・ヌスクの息子・後継者のアッシュル・レシュ・イシ1世（在位：前1132年ごろ-前1115年）の治世まで続いた。『アッシリア・バビロニア関係史（Synchronistic History）』（後世のアッシリアの文書）にはザンキを巡るアッシュル・レシュ・イシ1世とバビロニア王ネブカドネザル1世の間のさらなる対立が記録されている。この対立では戦闘も生じ、バビロニア軍はアッシリア軍に攻城兵器が鹵獲されるのを防ぐために自分たちで焼き払った。『アッシリア・バビロニア関係史』にはネブカドネザル1世の父王ニヌルタ・ナディン・シュミの治世中、アッシリアがバビロニアからの侵略の危険に曝されていたと記述する一方、アッシュル・レシュ・イシ1世をアッシリア帝国の救世主に位置づけている。彼はネブカドネザル1世を数度にわたって破り、アッシリアの南部国境を守ることに成功した。アッシュル・レシュ・イシ1世は数十年にわたるアッシリアの衰退を終わらせ、碑文において『アッシリアの復讐者（mutēr gimilli māt Aššur）』という添え名を使用している。

### 再拡大と統合

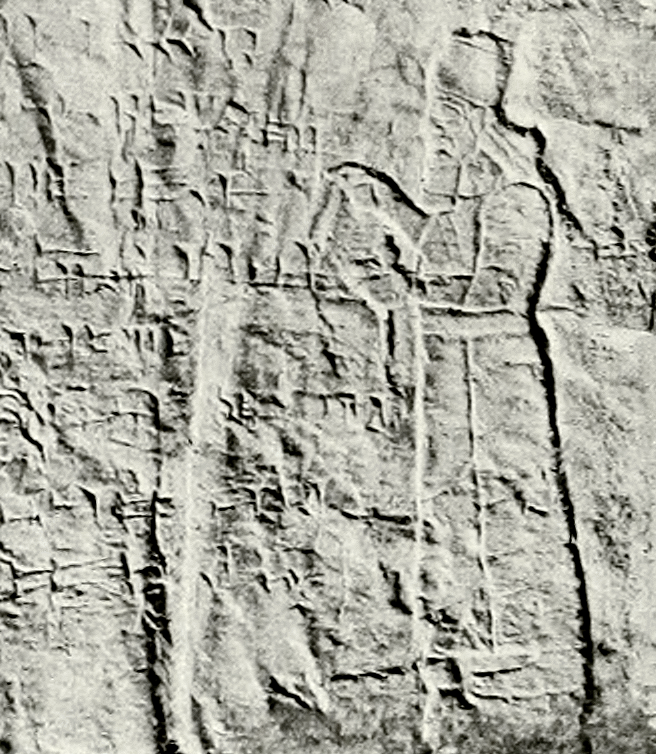
ティグラト・ピレセル1世（在位：前1114年-前1076年）。

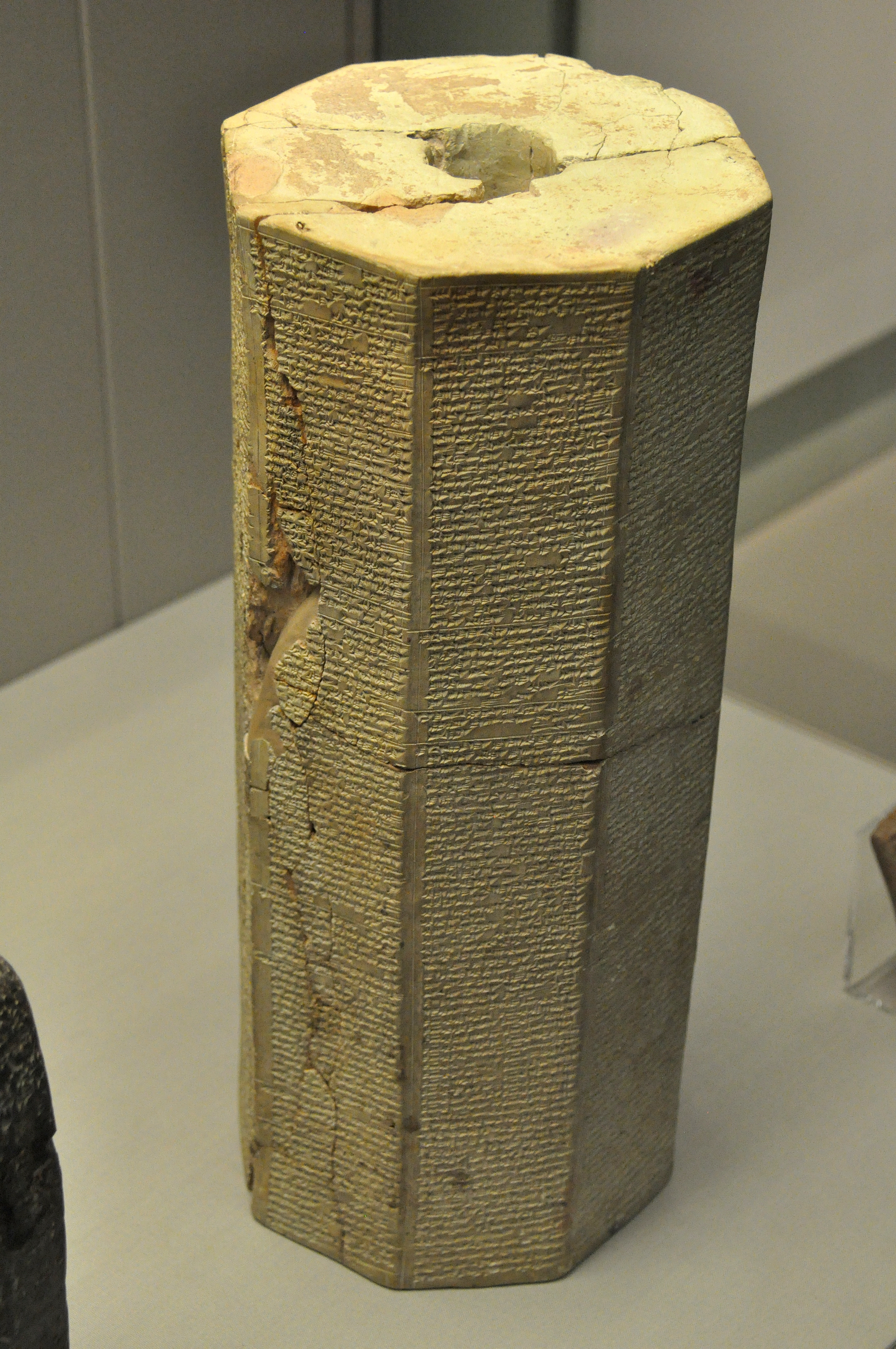
テラコッタ製の八角柱。アッシュル市から発見。ティグラト・ピレセル1世の遠征と民生（civil activities）が列挙されている。

アッシュル・レシュ・イシ1世の息子・後継者のティグラト・ピレセル1世（在位：前1114年-前1076年）は中アッシリア時代のアッシリア帝国を再び支配的な勢力として確立した。父王のバビロンに対する勝利のおかげでティグラト・ピレセル1世は南方においてバビロニアから攻撃を受ける心配をすることなく別の地域に自由に関心を向けることができた。ティグラト・ピレセル1世の治世のごく初期に書かれた文書では、彼は前任者たちよりも大きな自信を持ち、「無比の世界の王、四方世界の王、全君侯の王、諸君主の君主」のような称号（titles）と「嵐の如く敵地を覆う堂々たる炎」のような添え名（epithets）を用いている。即位した最初の年、ティグラト・ピレセル1世は50年前から北方の様々な地域を支配下においていた部族ムシュキを破った。ある碑文によれば、それ以前において戦いでムシュキを打ち破った王はいなかったが、ティグラト・ピレセル1世は5人の王に率いられたムシュキの20,000人の強大な軍を打ち倒し、生き残った敵兵6,000人に臣下としてアッシリアに居住することを許した。ムシュキの拠点の1つであった北東のカトムフ（Katmuḫu）の街はなおもアッシリアを悩ませたが、数年後には再征服されて略奪され、その王エルピ（Errupi）は追放された。さらに北東地方の多数の街もまたティグラト・ピレセル1世によって征服されアッシリア帝国に組み込まれた。
ティグラト・ピレセル1世はまた、西方に向けても重要な遠征を行った。数十年前からアッシリアに対する貢納の支払いを取りやめていた北シリアの諸都市は再征服され、この地域に居住していたカシュカ人とウルム人の諸部族はティグラト・ピレセル1世の軍が現れると即座に降伏する道を選んだ。ティグラト・ピレセル1世はアルメニアの高地に住むナイリの人々に対しても戦争を行った。彼は馬の繁殖に関する知識で有名であり、彼自身が定めたこの遠征の目標はアッシリア軍用の馬をより多く獲得することであった。また、遠征の目標がかつてのアッシリアの領域を再征服し、さらにはそれを越え、それらの地の君主たちにアッシリアに対する敬意を植え付けることであったことは次のような彼の碑文から明確にわかる。「余は即位してから治世5年目までに、小ザブ川の対岸、遥かなる山岳地方からユーフラテス川の対岸、ハッティ（Ḫatti）の民と西にある上の海に至るまでの42の地とその君主たちを悉く征服した。余は彼らを1つの権威の下に従え、彼らから人質をとり（そして）彼らに貢納と税を課したのだ」。
ティグラト・ピレセル1世の碑文はアッシリアの碑文の中で初めて、反乱した都市と地方に対する懲罰的処置を詳細に記述している。そしてより重要な革新的変化は、アッシリアの騎兵隊の規模拡大と過去の王たちを凌駕する規模の戦車（チャリオット）の導入である。戦車はアッシリアの敵国でも導入が進んでいた。ティグラト・ピレセル1世の治世最後の年、彼は多数の戦車を用いてバビロニア王マルドゥク・ナディン・アヘと2度にわたって交戦した。彼はバビロニアを征服することはできなかったが、バビロン市を含む複数の都市への攻撃と略奪に成功した。バビロニアを征服できなかったのは恐らく、西方のアラム人の諸部族に大きな注意を割かなければならなかったためである。彼は中アッシリア時代において最も強力な王の一人であり、フェニキアのような遠隔地に貢納を課すことに成功した。ただし、その成果は長続きせず、複数の領土が（特に西方においては）彼の死後に再び失われたと見られる。
ティグラト・ピレセル1世の征服活動の結果、アッシリアはやや過剰なまでに膨張しており、彼の後継者たちは防御的な姿勢をとる必要に迫られた。彼の息子・後継者のアシャレド・アピル・エクル（在位：前1075年-前1074年）の在位期間は何かを成すにはあまりに短すぎたが、別の息子アッシュル・ベル・カラ（在位：前1073年-前1056年）は父の足跡を僅かに辿ることに成功した。アッシュル・ベル・カラは北東の山岳地帯とレヴァントで遠征を行い、またエジプトから贈り物を受け取ったことが記録されている。政治的な方針はティグラト・ピレセル1世の時から変わってはいなかったが、アッシュル・ベル・カラはアラム人に対してあまりに大きな注意を払わざるを得なかった。アラム人の戦術が大規模な戦闘を避け、多数の小規模な戦闘でアッシリア人を攻撃するというものであったため、アッシリア軍はその技術的・規模的な優位性を発揮することができなかった。アッシュル・ベル・カラが西方に抱えていた敵はアラム人だけではなく、マリの王トゥクルティ・メルとも戦ったことが記録に残されている。一方でバビロニアにおけるマルドゥク・ナディン・アヘとの紛争も継続していたが、最後は外交的に解決された。そして、マルドゥク・ナディン・アヘの後継者マルドゥク・シャピク・ゼリが前1065年ごろに死亡すると、アッシュル・ベル・カラは王族ではないアダド・アプラ・イディナをバビロン王に据えることすらできた。その後、アダド・アプラ・イディナの娘がアッシュル・ベル・カラと結婚し、両国に平和がもたらされた。アッシュル・ベル・カラは父の野心を受け継いでおり、シリア、バビロニア、北東の山岳地帯における遠征の勝利の後「諸君主の君主」の称号を用いたが、最終的に父ティグラト・ピレセル1世を超えることはできず、彼の基盤は揺れ動く脆弱な基礎の上に成立したものでしかなかった。

### 再衰退の時代

#### 危機の世紀

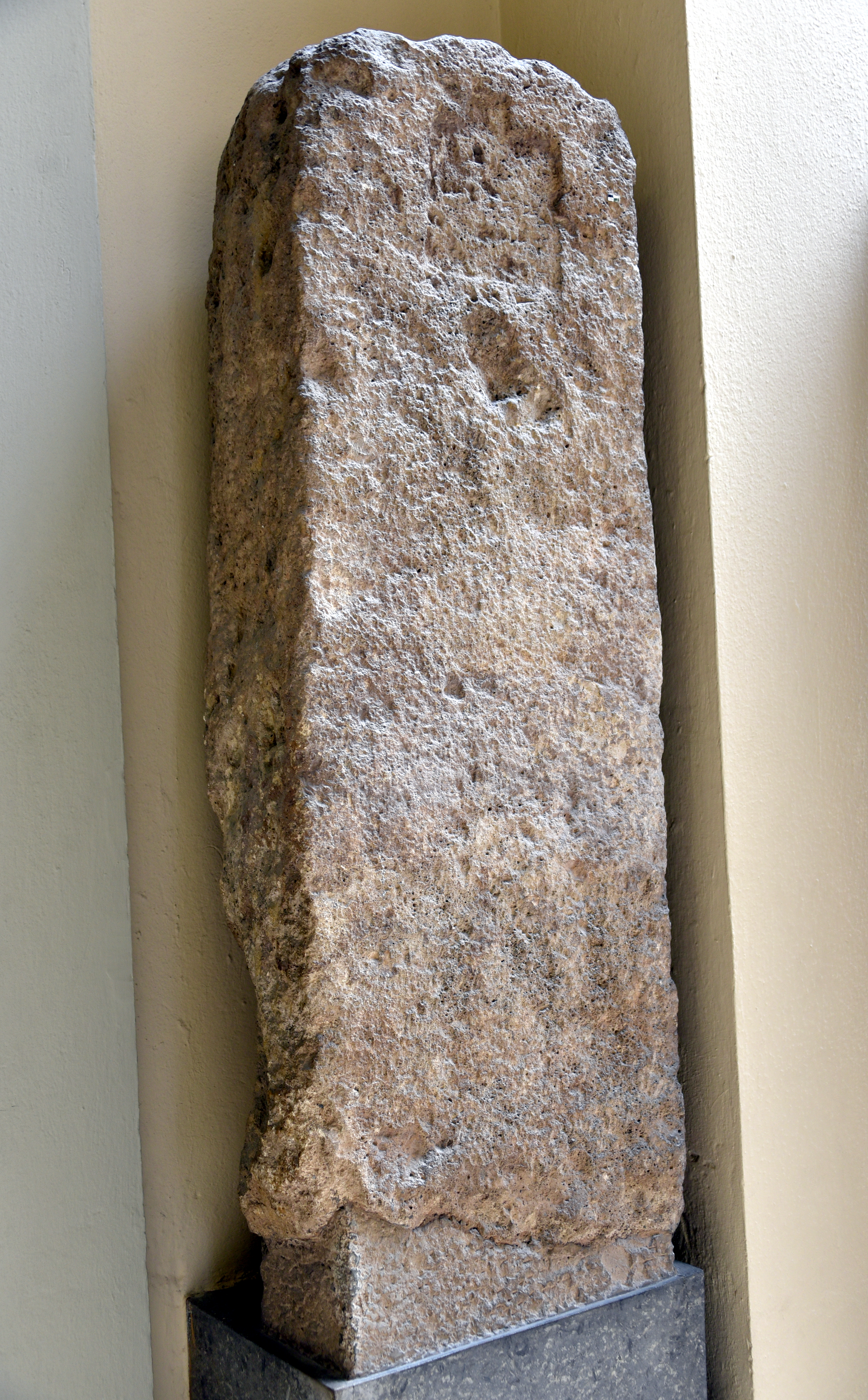
アッシュル市で発見されたアッシュル・レシュ・イシ2世（在位：前972年-前967年）の石碑。

アッシュル・ベル・カラの息子・後継者のエリバ・アダド2世（在位：前1056年-前1054年）に続く数世代の王は、過去の王たちの成果を維持することができず、アッシュル・ベル・カラの死の後に始まった衰退の時代は前10世紀半ばまで続いた。この時代の記録は乏しいがアッシリアが重大な危機を経験したことは明らかである。
アッシリアは後期青銅器時代の破局（前1200年のカタストロフ）では僅かな影響しか受けなかったが、アッシリア周辺の地では大きな地政学的変化が引き起こされていた。大きくは、ヒッタイト帝国とエジプトが去ったアナトリアとレヴァントにおける権力の空白によって、様々な民族・部族的（ethno-tribal）コミュニティと国家が勃興した。北部アナトリアと北シリアではルウィ人が権力を握り、シロ・ヒッタイト国家群を形成した。シリアではアラム人の勢力がますます拡大していた。パレスチナではペリシテ人とイスラエル人が自らの領域を確保し、最終的にはイスラエル王国に統合された。これらの地域ではそれまで楔形文字が筆記手段であったが、西方の新たな住民たちの領域では、より単純なアルファベットに置き換わっていった。新たな勢力の中でアラム人は断続的な東方への移動を通じてアッシリアに最も影響を与えた。アラム人が非常に早い時代ですらアッシリア本国の奥深くまでアラム人が侵入し、アッシュル市に到達すらしていたことが、古くはティグラト・ピレセル1世の時代の文書からわかる。アラム人は部族にわかれており、彼らの攻撃は個々の部族によって連携せずに行われていたので、アッシリア王たちは複数のアラム人部族を戦闘で撃破することができたが、アラム人は巧みなゲリラ戦術によって困難な地形でも迅速に後退し、アッシリア軍は永続的かつ決定的な勝利を収めることはできなかった。アッシュル・ナツィルパル1世（在位：前1049年-前1031年）の死から1世紀以上の後の中アッシリア時代の終わりまで、軍事的成功について描写する現存する王碑文は一切ない。シャルマネセル2世（在位：前1030年-前1019年）やアッシュル・ラビ2世（在位：前1012年-前972年）のようなこの時代の王たちは過去の成功した王たちの栄光を背負った名前を使用し過去の栄光を取り戻す意思を表現したが、後世のアッシリアの文書ではこの時代を痛ましい領土喪失の時代とみなしていた。前1000年までにアッシリアの勢力は最低地点まで低下していた。かつての多くの大都市が廃墟と化し、現地統治者はかつてアッシリアの領土の一部であった地の支配を巡って新参の部族長たちと戦っていた。一方でアッシリア本国はこれらの地域から離れていたため無傷のまま残されていた。

#### アッシリアの「レコンキスタ」の始まり

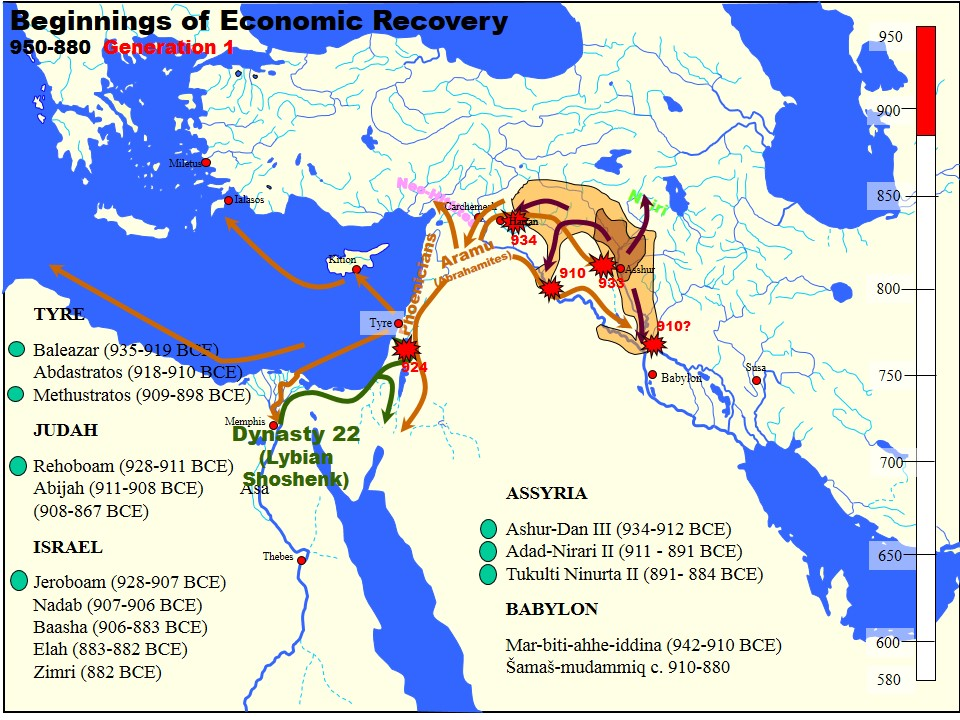
アッシュル・ダン2世（在位：前934年-前912年）および最初期の新アッシリア帝国の王たちの時代のアッシリアの国境と遠征。

アッシリア王たちは失われた領土は最終的に奪回されると信じて疑わなかった。最後には、ヒッタイト帝国とエジプトの崩壊がアッシリアを利することになった。古い帝国が分解するとともに、アッシリア本国周辺の断片化した領域は、最終的にはアッシリア軍によってたやすく征服された。アッシュル・ダン2世（在位：前934年-前912年）は中アッシリア時代の記録の乏しい2度目の衰退期を実質的に終わらせた。アッシュル・ダン2世の時代の複数の碑文が現存しており、そのうちのいくつかにはアッシリア本国周辺への遠征について書かれていて、アッシリアの勢力の復活が描き出されている。アッシュル・ダン2世は北東および北西方面への遠征に注力していた。彼の王碑文にある勝利の記録にはアッシリアが衰退していた時期に再独立を達成していたカトムフ（Katmuḫu）の征服の記録がある。この碑文によれば、アッシュル・ダン2世はカトムフを占領しその王宮を破壊して、カトムフ王をアルベラに連行し、彼の皮を剥いで処刑した。その後彼の肌はアッシュル・ダン2世が支配する都市の1つで壁に飾られた。アッシリアの再征服には、臣下たちの統制を維持するために強い恐怖を必要とした。これが（アッシュル・ダン2世の打ち破った敵国の王に対する取り扱いのような）アッシリア王たちの残忍かつ暴力的な行為を行った理由についての説の1つである。碑文にこのような行為について記すことが宣伝や心理戦において威嚇効果を発揮したことを勘案すれば、碑文の内容が事実の反映であると考える必要は必ずしもない。アッシュル・ダン2世の遠征によって、彼の息子アダド・ニラリ2世（在位：前911年-前891年）の治世から始まるアッシリア勢力の実質的な再建と拡大への壮大な努力への道筋が舗装された。彼の即位は伝統的に新アッシリア帝国の始まりとして取り扱われている。歴史学的には中アッシリア時代のアッシリア帝国とは明確かつ完全に分けられて取り扱われることもあるが、新アッシリア帝国は王統の継続やアッシリア本国における居住の継続を考えれば明らかに中アッシリア時代の文明が直接的に継続したものである。新アッシリア帝国の初期の王たちの碑文では一般的に、拡大のための戦争を中アッシリア時代の衰退の最中に失われた領土の再征服として取り扱っている。

## 政府

### 王権

#### 権力と統治
かつて古アッシリア時代には、アッシリアの政府は多くの側面において寡頭制的であり、常に王が存在したとは言え、ただ一人突出した存在として振る舞うことはなく、アッシュル市の主たる行政主体である民会を主宰する存在であった。恐らく、アッシュルがアムル人の征服者シャムシ・アダド1世（在位：前1808年ごろ-前1776年ごろ）支配下にあった時代に受けた専制的な支配の影響もある程度受けつつ、アッシュル・ウバリト1世の即位までの間に民会の影響力は失われた。古くからの伝統的な王の称号はiššiak Aššur（アッシュル神の〈代行者たる〉総督）であり、古アッシリア時代を通じてこの称号が使われていた。しかし中アッシリア時代の王たちは単独の支配者としての性質を強く持ち、古アッシリア時代の王たちとほとんど共通点がなかった。アッシリアの勢力が増大すると、アッシリア王たちは古いiššiak Aššurという称号よりも遥かに独裁的な意味合いの強い洗練された王号を次々と使用し始めた。アッシュル・ウバリト1世はšar māt Aššur（アッシュルの地の王）という称号を初めて使用した人物であり、彼の孫アリク・デン・イリはšarru dannu（強き王）という称号を導入した。アッシリアの最初の拡大期の王たちは新たな称号の採用をさらに推し進めた。アダド・ニラリ1世の碑文ではその称号を列挙するために32行を要しており、その中にはnêr dapnūti ummān kaššî qutî lullumî u šubarî（カッシート人、クトゥ人、ルルム人、スバル人の侵略軍を打ち破るもの）、rubā’u ellu（聖なる君侯）などの称号がある。拡大の頂点を迎えたトゥクルティ・ニヌルタ1世は「アッシリアとカルドニアシュの王」、「シュメルとアッカドの王」、「上下の海の王」、「全ての民の王」など、その領土の広さを示す様々な称号を用いている。王号と添え名は各王の時代の政治情勢や政治的成功を強く反映していることが多い。衰退の時代に入ると称号はまたシンプルなものになる傾向があり、アッシリアの勢力が拡大するとまた壮大になった。
軍事指導者としての役割に加えて、アッシリア王たちは宗教的に重要な存在であった。既に古アッシリア時代には王たちはアッシリアの国家神アッシュルの家令（stewards）であると考えられており、中アッシリア時代にはその役割はますます明確になり始めた。自らを神官（šangû）と明確に称したことが知られている最初のアッシリア王はアダド・ニラリ1世で、その称号の中には šangû ṣıru ša Enlil（エンリル神の尊き神官）という添え名がある。複数の史料がアッシリア王とアッシュル神の近しさ、およびアッシュル神と人の仲介者としての役割を強調している。王はアッシリアの民と協力してアッシュル神に供物を捧げることが期待されていた。また、中アッシリア時代の王たちは他の全ての神々にも気を配ることが求められていた。シャルマネセル1世は碑文において「全ての神々」に供物をささげたことに触れている。アッシュル・レシュ・イシ1世の時以降、王による宗教・儀式的な役割はやや後退し、碑文ではまだ神殿の建設と修復に強く言及しているものの、用いられている称号・添え名は強力な戦士としての王を強く強調するようになっている。
中アッシリア時代の王たちは古アッシリア時代の王に比べて法的な役割について関心を持っていないように見えるものの、なお帝国における司法の頂点であった。王にはアッシリアの地と民の幸福と繁栄を保証することが期待されており、しばしば自らを「羊飼い（re’û）」と称した。中アッシリア時代の王碑文では公共事業にも特別強い関心を寄せられており、主たる対象は神殿の建設と修復が中心であるが、宮殿やその他の建造物などへの言及もある。建造物を建設または修復する際、王は自らの名前を基礎に残した。後代の王は先代の業績を賞賛することが求められており、それを行なわないのは罰当たりであるとされた。カール・トゥクルティ・ニヌルタ市の建設に関わるトゥクルティ・ニヌルタ1世のある碑文には次のようにある。「その壁を破壊する者、我が記念碑文と我が名を捨て去る者、我が首都カール・トゥクルティ・ニヌルタを捨て去り（それを）無視する者は誰であれ、我が主アッシュル神が彼の統治を覆し、彼の武器を打ち砕き、彼の軍に敗北をもたらし、彼の国境を狭め、彼の治世の終わりを告げ、彼の日々を闇に包み、彼の年月を損ない（そして）彼の名と彼の種を大地から滅するであろう。」

#### 王宮と従者

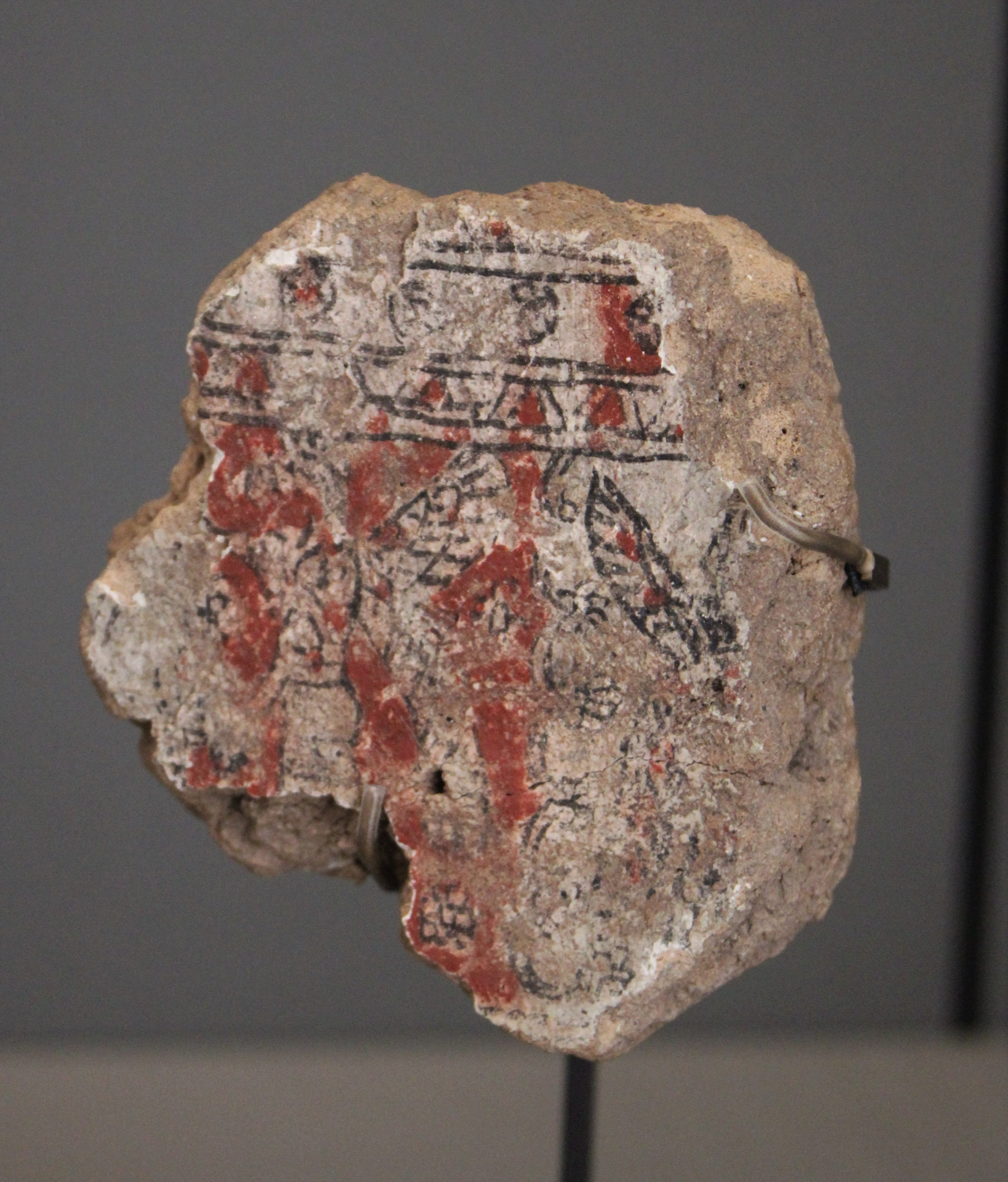
彩色された壁の断片。カール・トゥクルティ・ニヌルタのトゥクルティ・ニヌルタ1世の宮殿で発見。

中アッシリア時代の王宮は王権の重要なシンボルかつアッシリア政府の中枢となる機関であった。主宮殿はアッシュル市にあったが、王たちは各地に複数の宮殿を保有しておりその間をしばしば移動していた。中アッシリア時代の王宮について最も重要な現存史料はティグラト・ピレセル1世の治世末期およびその直後の王たちの時代に作成された一連の文書からなる法令集である。この中では宮殿内の個人、特に女性について課せられた多数の規則、役割、義務が記載されている。これらの規則では「王の妻（aššat šarre）」（現代の学者たちは「queen〈女王〉」」という用語で呼んでいる）と「宮女（sinniltu ša ekalle）」たち（即ち下位の女性たちからなる後宮）が区別されている。宮殿内の生活と政治は厳格な規則に従っており、宮廷と密接に関わる役人たちの参事会（council）によって監督された。役職には「属州総督（bēl pāḫete）」、「宮殿監督官（rab ekalle'）」、「宮殿伝達官（nāgir ekalle）」、「主任監督官（rab zāriqe）」、「侍医（asû ša betā nū）」などがあり、これらの役職者が他の廷臣を管理していた。廷臣たちにはša-rēšiとmazzāz pāniという区別があったが、これらの地位についてはほとんど理解されておらず、一部の人物は両方に属していたことが知られている。ša-rēšiは宦官であった可能性があるが議論の中にある。mazzāz pāniは王と非常に親しい友人、親友のことであったかもしれない。
現存する宮廷の法令では宮殿に住む人々の規則と日常生活が取り扱われており、男性官吏の入場資格や後宮へのアクセスの可否、宮殿の女性たちの（宮殿の内外いずれにおいてもの）適切な立ち振る舞い、財産権（custody of property）と紛争の解決などの規則が含まれる。中アッシリア時代の王の中でニヌルタ・アピル・エクルは特に多くの法令を発している。これは恐らく彼が簒奪によって王位を手に入れたので、秩序の回復が必要であったためであろう。奇妙なことに、ニヌルタ・アピル・エクルはトゥクルティ・ニヌルタ1世の子孫の中で最後のアッシリアの君主であるエンリル・クドゥリ・ウツルからの簒奪によって王となっているにもかかわらず、彼が発したある法令は「トゥクルティ・ニヌルタの子孫を呪った」宮殿の女は誰であれ八つ裂きにされるべきというものである。
宮殿の主管理者は家令（mašennu）であり、前12世紀末以降はより小さな宮殿の家令と区別して大家令（mašennu rabi’u）と書かれるようになった。家令たちは宮殿の貯蔵設備の管理を担当しており、そこでは職人たちが原材料から様々な製品を生産していた。また家令たちは遠距離交易を取り仕切ってもいた。彼らの主たる義務の中には宮殿に金属、動物、獣皮、奢侈品（宝石、女性の装身具、反物、香水）を供給することもあった。

### 行政

#### 王室行政と地方統治の枠組み

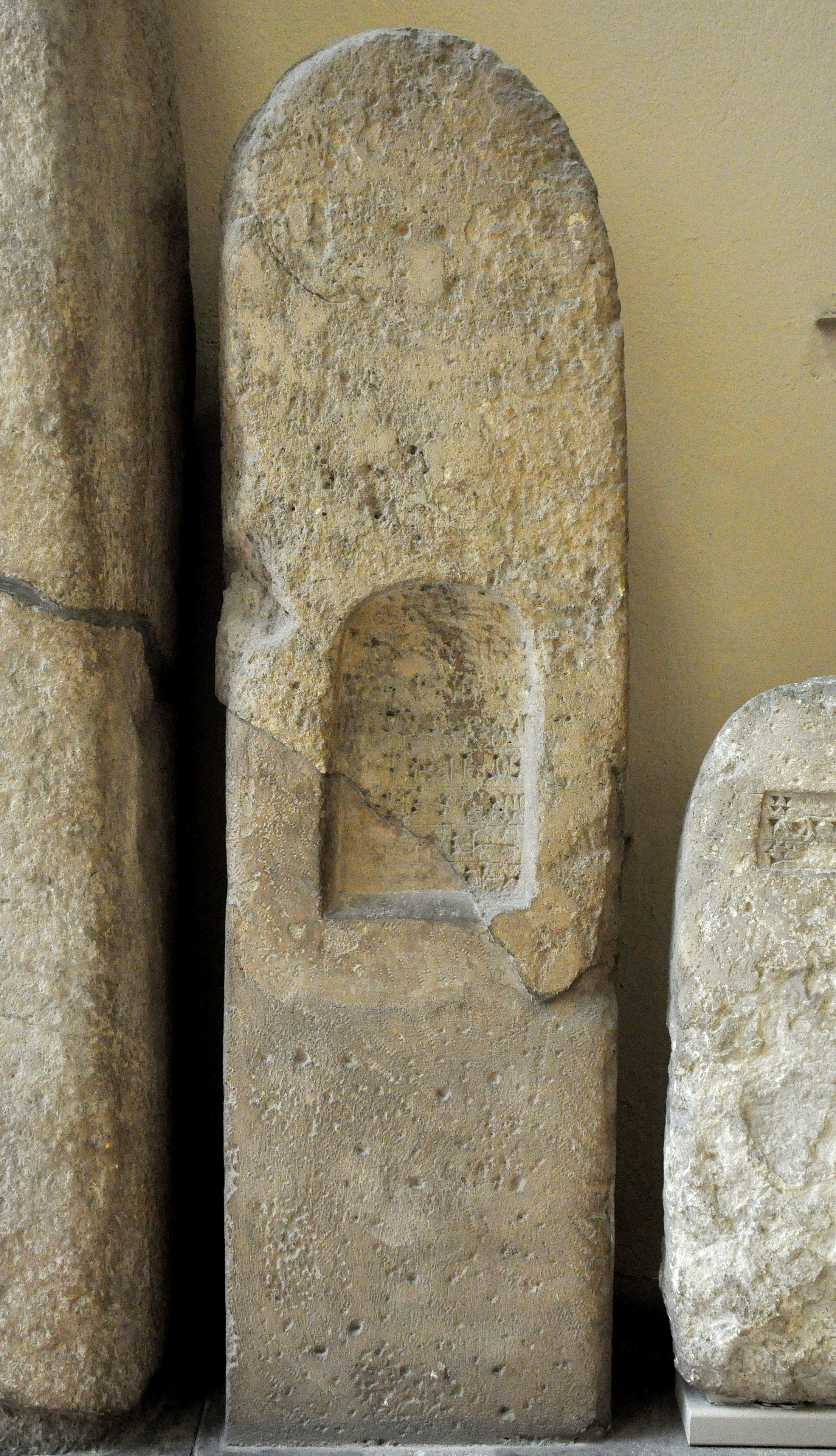
ニネヴェ総督アッシュル・ムダンメク（Ashur-mudammeq）の碑文。前1200年ごろ。

アッシリア王は人と神の間の仲介者であると認識されており、中アッシリア時代を通じて行政の長であった。中アッシリア時代の王たちが高官たちで構成される会議体（cabinet）を持っていたという証拠はないが、後の新アッシリア時代と同じく、王たちは政治と意思決定における助言者の一団に取り巻かれていたであろう。助言者たちの中でも最も卓越した地位にあったのは宰相（sukkallu、vizier）であり、時には外交問題にも関与した。少なくともシャルマネセル1世の時代以降には大宰相（sukkallu rabi’u、grand vizier）が一般の宰相たちの上位に立っており、かつてのミッタニ王国の領域ではしばしば大宰相が属王としての役割も果たした。大宰相は通常は王族から任命されており、他の多くの行政や官僚機構と同様にその地位は世襲であった。他の官僚は宮殿のša-rēšiから任命され、王と帝国全土の様々な機関の連絡を支援するべく、多様な分野で責任を追っていた。こうした官僚たちの業務には収穫量や家畜の数の把握、王からの下賜の配分、私人による土地売買の証明、貢物の量、捕虜の数、徴兵者数の記録などがあった。もし彼らが望むのであれば王は如何なる階層、如何なる時でも勅令の交付または使者の派遣によって直接介入することが可能であった。このアッシリア王の代理を務める役人たちはqepūと呼ばれた。
中アッシリア時代、アッシリア帝国の領域は一連の属州または区域（pāḫutu）に分割されていた。この体制が初めて確認できるのはアッシュル・ウバリト1世の時代である。前13世紀のいくつかの史料にはḫalṣu（城塞 / 地区）という異なる種類の下部区分が見られるが、これは短期間だけのものであり、その後完全にpāḫutuに置き換えられた。アッシリアの拡大と縮小につれて属州の数は変化しており、最も属州の数が多かったのはトゥクルティ・ニヌルタ1世の治世である。各属州は属州総督（bel pāḫete）が統括し、地域経済と公共の安全、秩序の維持に責任を負った。総督たちの他の重要な業務として、担当する属州の物品の保管と分配があった。これらの品々は年1回、王の代理人によって検品と徴収が行われた。このシステムを通じて中央政府は帝国全土の物資在庫情報を把握した。総督たちはまた現地の職人と農民を監督し、その活動を組織化して、彼らの生存に必要な物資食糧を確保した。配給量が不足した時には総督は王や他の総督たちに支援を求め、また同様の支援を他に提供することも求められていた。属州は納税に加えてアッシリア政府に対する立場と忠誠を明確にするべくアッシュル神への供物を捧げる必要もあった。こうした供物は非常に小さく、主として象徴的な意味合いのものであった。

#### 属州以外の領域

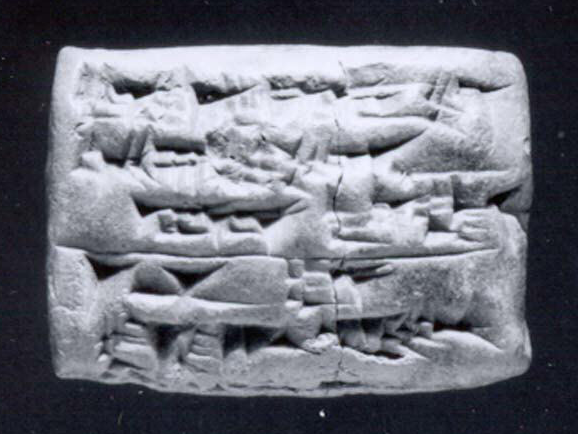
行政的な覚書が含まれる前13世紀の中アッシリア時代の粘土板文書。

アッシリア領内のいくつかの地域は小王支配下の属国という形で、属州という枠組みの外にあったが、それでもやはりアッシリア王に服属していた。具体例としては大宰相によって統治されるミッタニの地のような地域がある。属州総督の監督下で諸都市も市長（ḫazi’ānu）を頂点とした自治体制を持っていた。市長は王によって任命されるが、地方都市のエリートを代表していた。重要性こそ劣ってはいたが市長たちは総督たちと同様に、配給、農業、労働機構の管理など、地方経済に責任を負った。
アッシリアは「イルク」制度（ilku）と呼ばれる制度も採用していた。これは中世ヨーロッパの封建制とも部分的に似た制度である。私有地を含む帝国のほとんどの土地がアッシリア王の土地であるとされていたため、王たちは家臣や個々人に対して生活のための耕作地を提供し、見返りとして彼らの奉公を期待した。この奉公の範囲や内容は様々であり、王の行政府によって決定された。もし地主が死亡するか定められた義務を拒否した場合、彼の家族は土地を喪失する可能性があった。どのような要素によって奉公の内容が決定されたのかも、個人や家族に対して与えられる土地の面積が決定されたのかも不明瞭である。最上位級の官吏は一般に広大な地所を提供されており、こうした地所には恐らくは村落全体とそこに住む人々が含まれていた。理論的にはこの制度によって地主とその地所の緊密な結びつきが保証されたが、金銭の支払いや代理人の派遣によって義務の実行に代えられたり、土地が売却可能であり元の所有者の義務が新たな購入者に引き継がれたりすることがあり、こうした様々な要素によって制度は不安定化した（これは長い期間の間に、義務の履行と分配された土地の関係性が切れてしまうことを意味する）。
有力なアッシリアの官吏の中には奉仕に対する褒章としてdunnuと呼ばれる居留地を与えられるものもいた。これは大規模農場となる広大な地所で、その生産物にかかる税を免除されていた。このような地所は現地の総督や代表者が当地の地政学的課題に対処するために大きな自律性を必要としていたアッシリア帝国の西部領土で一般的なものであった。かつてdunnu地所であった土地で今日最も良く知られているのはテル・サビ・アブヤドである。文書史料では、この地所は巨大な農場として描写されており、約3,600ヘクタールの土地に100人の自由農民とその家族、また100人の非自由（šiluhlu̮）農民とその家族がいたという。

### 税と徴用

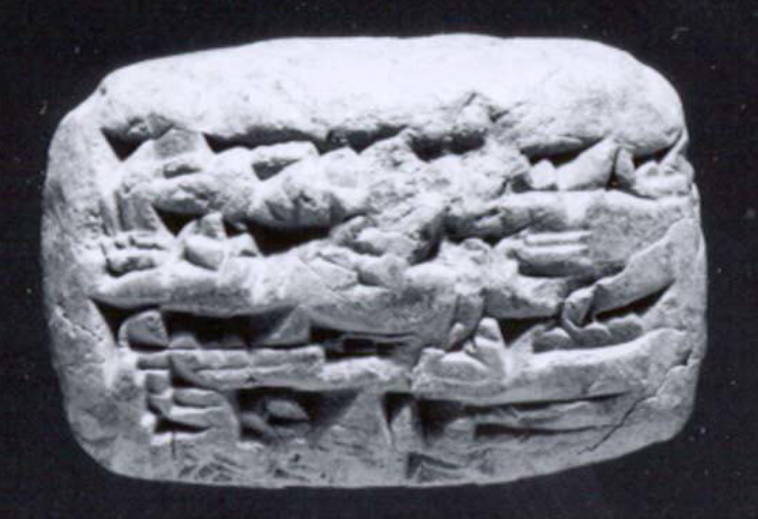
前13世紀、中アッシリア時代の行政記録を含む粘土板文書。

王たちによる大規模な建設事業や軍事活動を可能とするため、中アッシリア時代のアッシリアは洗練された人員採用・管理のシステムを採用していた。帝国支配下の多用な人々を掌握し管理するためle’ānū（単数形ではle’ū）と呼ばれる特別な種類の蝋板が用いられていた。アダド・ニラリ1世の時代以降、動員可能な人員や必要な配給量の計算、準備された資材や文書化された責任と作業についての要約にこうした蝋板が使用されていたことが確認されている。カール・トゥクルティ・ニヌルタ市とアッシュル市の王宮建設の労働を記録した行政文書によれば、これらの建設には2,000人の労働者が関与した。こうした労働者は徴用された様々な都市（ḫurādu）毎に分けられており、大部分はイルク（ilku）制度を通じて集められた技術者または建築家（šalimpāju）、大工、宗教関係者であった。
中アッシリア時代の税制については未だ完全には理解されていない。徴税人（tax collectors）が存在していたことはわかっているが、徴税記録や税目は見つかっていない。現在、個々人が支払う税の中で唯一高い確度で証明されているのは外国からの輸入品に課税される輸入税である。少なくともあるケースにおいて購入価格の25パーセントに相当する輸入税が課税されていた。また、いくつかの文書ではginā’u税が言及されている。この税は属州政府と何らかの関係があった。帝国にとって経済的に重要な他の資金源にはまず征服地からの略奪があり、これが遠征費用の負担を軽減した。また、属国からの継続的な貢納（madattu）、外国の支配者や有力者からの「audience gifts（nāmurtu）」もあった。これらの贈り物は帝国に大きな価値をもたらすこともあった。ある文書によれば、ニヌルタ・トゥクルティ・アッシュルが父アッシュル・ダン1世の皇子であったころに得た贈り物には914頭のヒツジが含まれていた。

## 軍事
中アッシリア時代には常備軍は存在せず、軍事行動に用いられる兵士たちは民間事業や遠征時などと同様に必要な時にだけ動員された。法的義務と規則に基づいて比較的迅速に大量の兵士を集めることが可能であった。現存する碑文から中アッシリア時代の徴収兵がその任務のためにどの程度の訓練を施されたか確認することは不可能であるが、一般的に考えればアッシリア軍に訓練された兵士がいなければ、トゥクルティ・ニヌルタ1世やティグラト・ピレセル1世の治世におけるような軍事的成功を達成することはできなかったであろう。碑文においてḫurāduまたはṣābū ḫurādātuと呼ばれる徴収兵に加えて、ṣābū kaṣrūtuと呼ばれるより経験豊富な「専門」兵もいた。ṣābū kaṣrūtuが他の兵士とどう違ったのかは正確にはわからないが、恐らくこの用語の意味する範囲には弓兵や戦車兵のような兵科が含まれていたのであろう。こうした兵士には一般の歩兵（恐らくṣābū ḫurādātuに含まれる）よりも広範な訓練が必要であった。また、傭兵団がいくつかの遠征で用いられたことも碑文から明らかである。

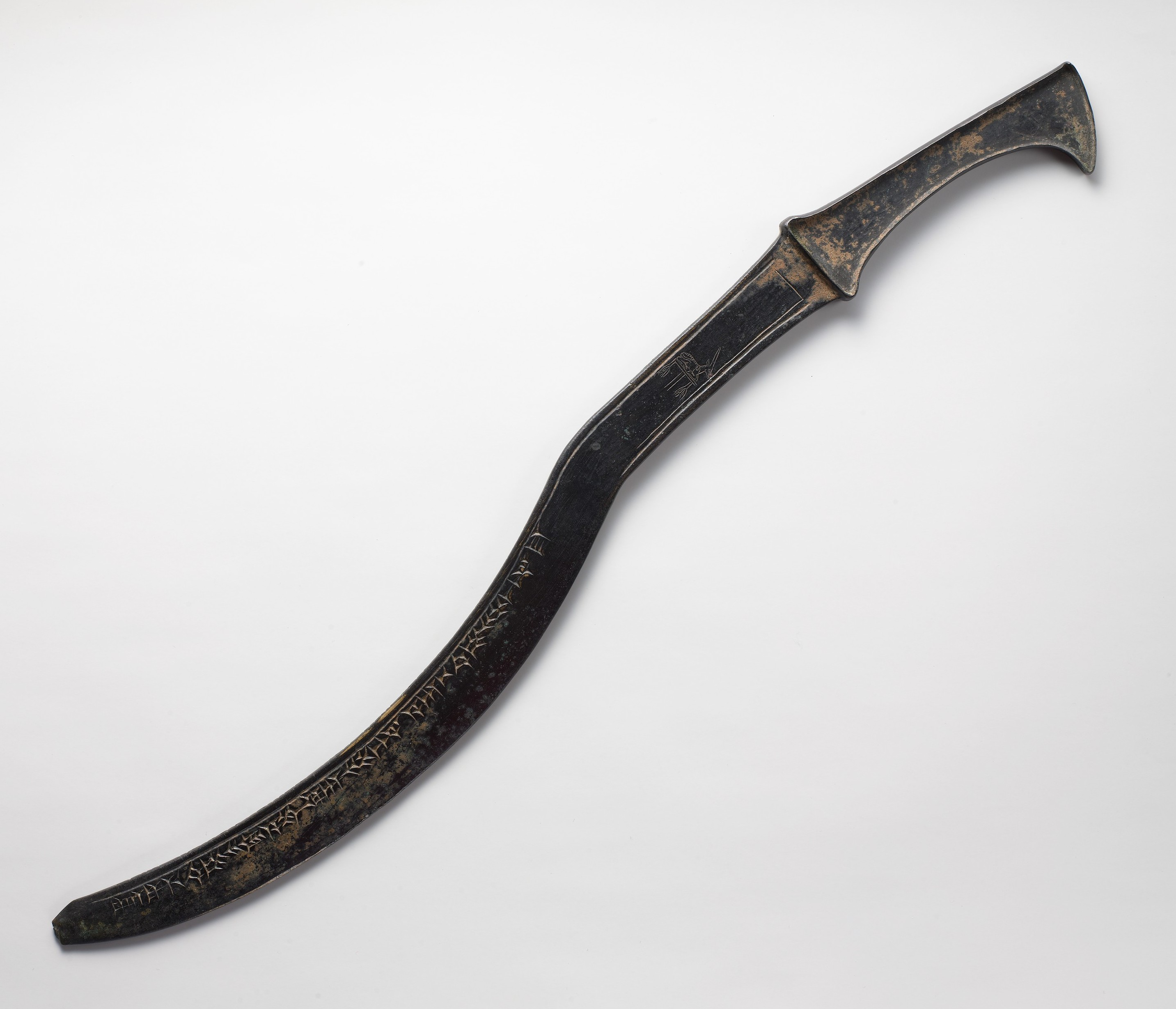
儀式的な鎌型剣。この剣はアダド・ニラリ1世のものであった。

歩兵は sạ bū ša kakkē（武器部隊、weapon troops）とsạ bū ša arâtē（盾持ち部隊、shield-bearing troops）に分けられていたと見られる。現存する碑文には兵士たちが持っていた兵器の種類を特定できるような記録はない。軍部隊のリストではsạ bū ša kakkēは戦車の反対側、一方でsạ bū ša arâtēは弓兵の反対側に書かれている。sạ bū ša kakkēには投石兵（ṣābū ša ušpe'）や弓兵（ṣābū ša qalte）のような遠距離攻撃部隊が含まれていたのかもしれない。戦車は別部隊であった。現存記録に基づくと、戦車（māru damqu）を指揮する弓兵と御者（ša mugerre）が2名で操作した。戦車が大規模に用いられるようになったのはティグラト・ピレセル1世の時代からである。彼は戦闘ユニットとしてだけではなく、王自身の乗用としても戦車に重きを置いていた。戦車に特別な重要性があったことは、戦車が軍内の独自の部隊を構成していたのに対して、騎兵（ša petḫalle）はそうではなかったことからも明らかである。騎兵はしばしば単純な護衛や伝令として用いられた。さらに工兵（ša nēpeše）など特別な役割を果たす兵士もいた。彼らは特に包囲戦において有用であった。
軍官と将軍にはスッカル（sukkallu）、スッカル・ラビウ（sukkallu rabi’u）、タルタン（tartennu）、ナーギル（nāgiru）と呼ばれる地位があった。将軍たちは普通、一般兵ではなく行政府の役人から任命された。将軍に任命された幾人かの人物はkiṣri（キャプテン）という称号を用いている。戦闘に参加しない荷駄隊にも、異なる地位や義務を負った様々な人々が含まれていた。

## 社会

### 人々と文化

#### 社会的階級

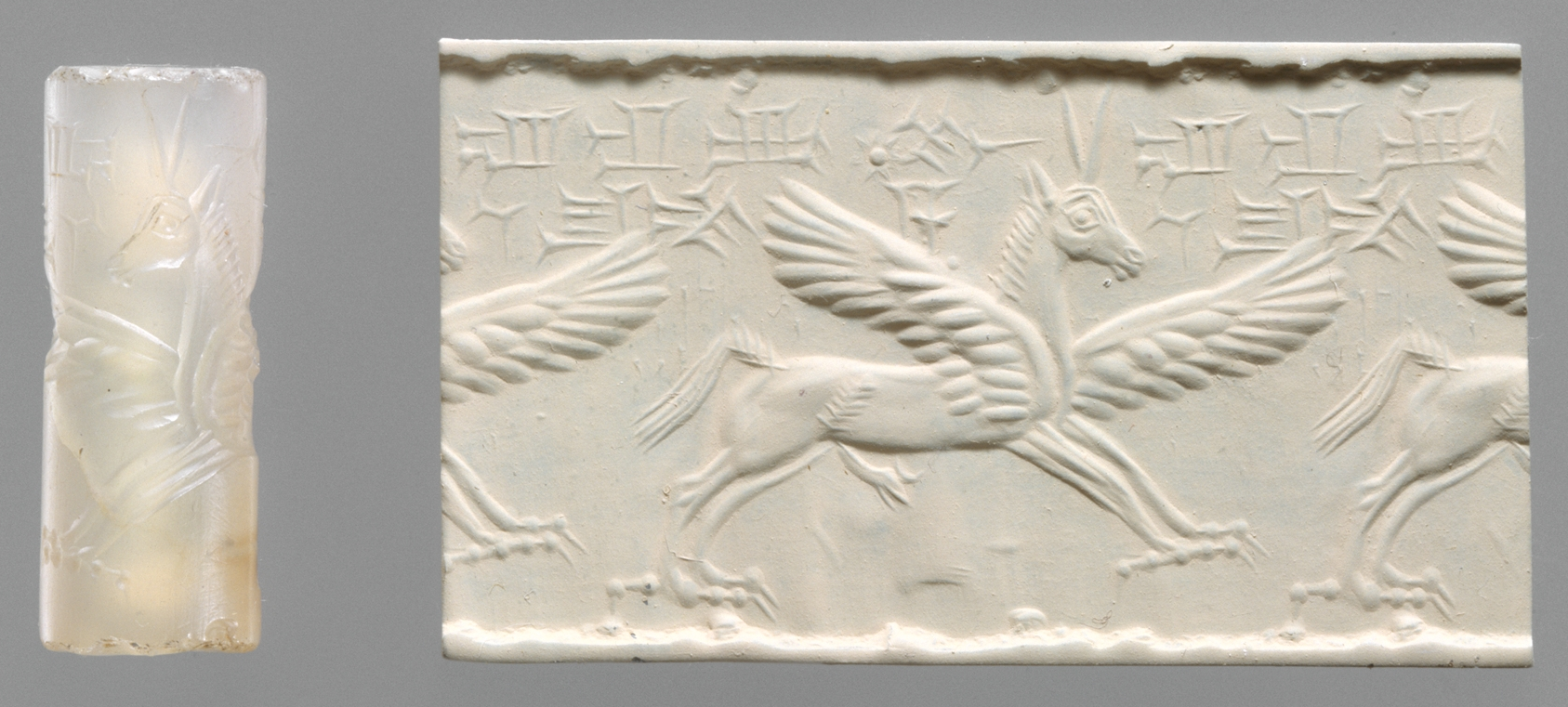
有翼の馬を描いた中アッシリア時代の円筒印章の印影（印影は現代のもの）。

現存している遺物が限られているため、中アッシリア時代の社会生活や生活環境に関する情報で利用可能なものは通常、社会・経済的なエリート層や上流階級のものに限られる。中アッシリア時代の社会の頂点には、「家（houses）」と呼ばれる古くから続く大家系があり、政府における最も重要な官職を概ね占有していた。これらの家は多くの場合、古アッシリア時代の主要な大商人家系の後裔であった。王室の官吏による汚職が大きな問題になっていたことは残存文書から明らかである。彼らはアッシリア政府によって提供されたリソースを用いて私的な利益を上げていた。汚職は反逆であるとみなされており、汚職官吏は王室の資金を彼ら自身の私的な収入を得るために使用したと非難されると同時に、王を憎んでいるとも非難されている。他方では、当時には官吏たちは王が命じたならば彼らの私財を公共機関に提供することが期待されていた。政府から提供される資金以外にも高官たちには様々な収益源があった。例えば、個人向けに貸付を行い、借り手側に非常に不利に設定された利子を取り立てることなどである。こうした利子は時には100パーセントに達し、ヒツジや船舶のような商品も要求された。他の収益源には「贈り物（šulmanū）」、即ち賄賂があった。多くの官吏が金銭と引き換えに、自分たちや王室の行政に対しての特定の要求に特別な計らいをしたことが記録されている。
人口の大半を占める非上流階級の生活水準は遥かに低かった。最も高い階級のグループは自由人（a’ılū）であり、彼らは上流階級のように政府のための義務をこなすのと引き換えに土地を受領することが可能であったが、受領する土地は比較的狭く、彼らがそこに居住することはできなかった。彼らの下にšiluhlu̮、あるいは非自由人と呼ばれる人々がいた。彼らは自由を引き渡して自発的に他人の奉仕（主として農業）に携わった人々で、その代わりに食糧と衣服の提供を受けた。彼らの多くは戦争捕虜や外国からの追放者の出身であった。šiluhlu̮たちは義務を果たす身代わりを差し出すことで自由を取り戻すことが可能であった。これらは奴隷制に近いものではあったが、現存する文書からšiluhlu̮は雇用者の資産ではなく、アッシリア政府のものであるとみなされていたことがわかっている。一例として、あるšiluhlu̮の雇用者が死亡した後、王の行政府がその息子たちと全く関係のない人々の間でšiluhlu̮の契約を分配するべく介入したことが明確に記録されている。明確に社会の下層であったグループには居住する土地の地主にも依存する「村人（village residents、ālāyû）」と呼ばれる人々がおり、同様にālik ilke（イルク制度を通じて奉仕する人々）やhupšuと呼ばれる人々がいた。彼らの地位、立場、生活水準はいずれも不明瞭である。

#### 家族と女性の地位

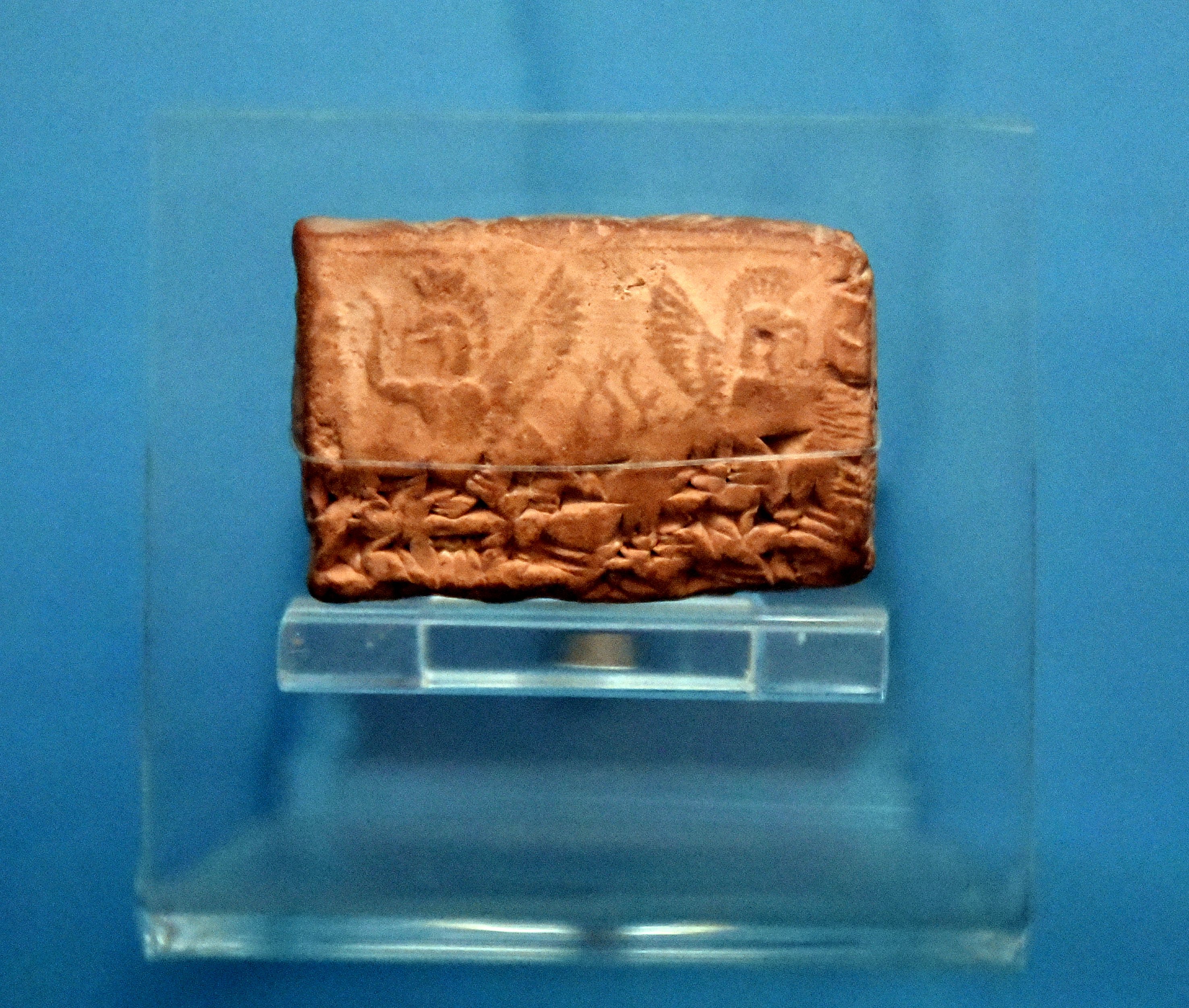
前12世紀、中アッシリア時代の粘土板文書。祓魔師による清めの儀式に対する報酬として支払われたヒツジとヤギの領収書。

中アッシリア時代の家族と生活状況についての情報は中アッシリア法典の記録と配給リスト、および人口調査の記録から集めることができる。家族の規模は比較的小さかった。家族の構成員に加えて、多くの世帯が多種多様な使用人を雇っていた。このような使用人はアッシリア政府から購入されるか提供された。結婚は当事者間で決定されることは稀であり、家族間で取り決められるのが普通であった。アッシリア人の間でも、フリ人やエラム人のような帝国内の外国人たちの間でも一夫多妻の婚姻が行われていたが、一夫一妻の家庭が数多く存在していたことも確認されている。人口調査記録と配給リストには各家庭への配給量の計算補助のために家族構成員の年齢と性別が記録されていた。家長は普通父親であったが、父親が死亡しておりその長男が家庭を取り仕切るのに十分な年齢に達していない場合には母親が世帯の代表者を務めることもあった。
中アッシリア時代の女性の社会的地位は、彼女らに関する中アッシリア法典の法律から詳細に調査することができる。この中には様々な犯罪（多くの場合、性犯罪または結婚に関する犯罪）についての罰則が定められている。中アッシリア時代の女性の権利は、男女の法的地位に大きな違いが無く概して同等の法的権利を持っていた古アッシリア時代よりも幾分後退しているように見える。外出の際、多くの女性たち（未亡人や妻および側室）は法律によってヴェールを被ることが義務付けられていた。この法律が常に強い強制力を持っていたかは不明瞭である。一方でヴェールの着用を禁止される女性たちも数多くいた。特定の種類の女性神官（qadiltu神官と呼ばれる）は結婚した場合のみヴェールの着用が許可されていた。女奴隷と売春婦（ḫarımtū）はいかなる状況においてもヴェールの着用を禁じられていた。側室、または正妻ではない女性が産んだ子供の地位は低かったが、「主たる」婚姻関係において子供が出来なかった場合には資産の相続権を持てる場合もあった。未亡人の地位は彼女が正妻であったか二番目の妻であったか、また子供がいるかどうかに依存した。中アッシリア法典では夫が戦争捕虜となった妻には2年間待つことを求めている。その場合、もし支援してくれる義父または息子がいるのであれば彼女に対してアッシリア政府の支援は与えられなかったが、もし彼女が独りであり夫が自由人であったならば、救済の義務を持つ「判事（da”anū）」という役人への申請書を書くことで政府の支援を受けることができた。

#### エスニック・グループ

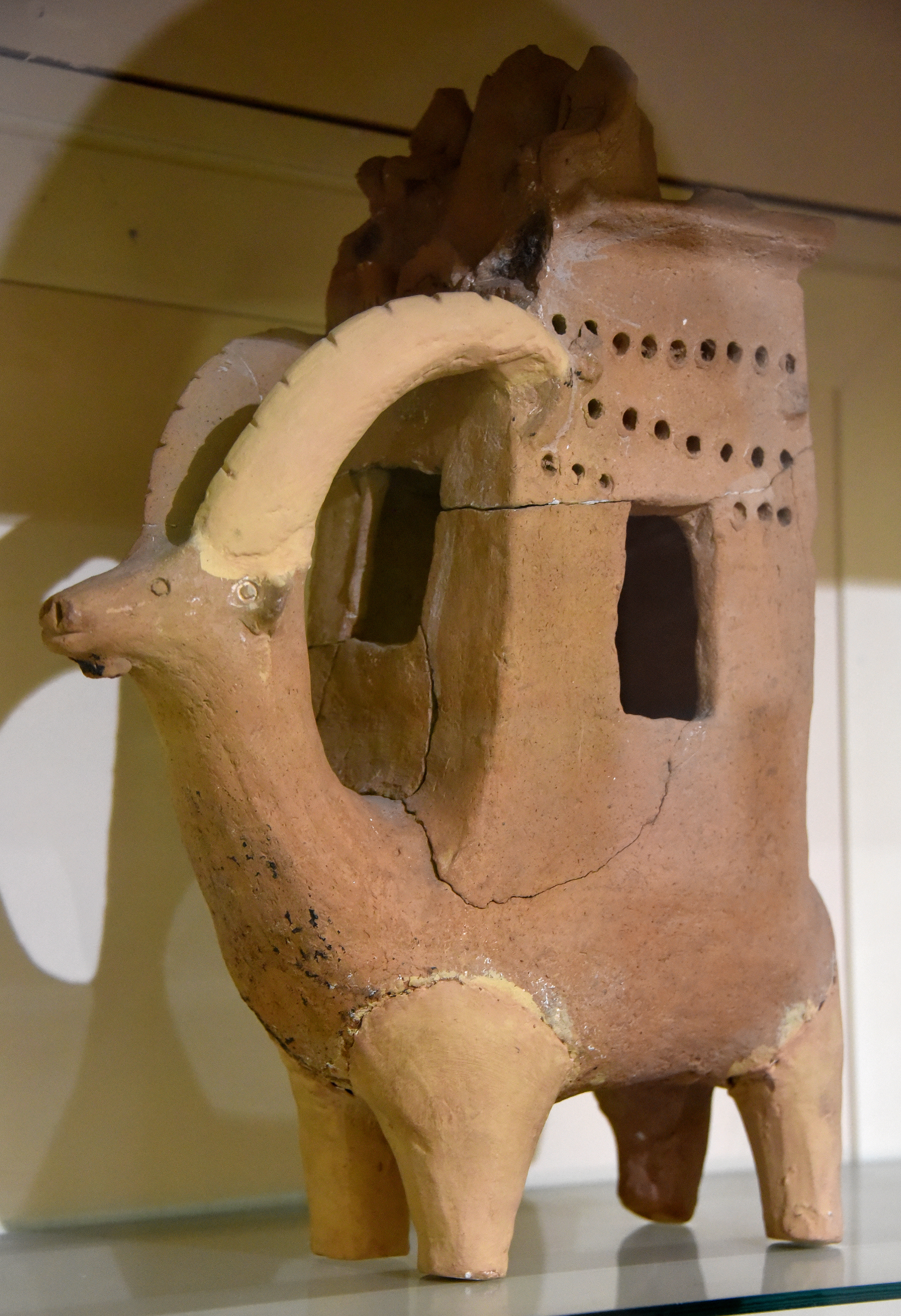
ドゥカン湖で発見されたフルリ人（フリ人）の香炉。前1300年-前1000年ごろ。

アッシリア帝国の拡大は、征服された人々の追放および移動と合わさって、アッシリア本国のアッシリア人と外国人の接触をもたらし、その関係性を密接なものとした。アッシリア帝国内の外国人エスニックグループで最も目立つのはフルリ人（フリ人、北部シリアの征服に伴って組み込まれた）、カッシート人（追放者およびバビロニアへの遠征による捕虜の子孫）、そしてアラム人であった。多くのアラム人部族がアッシリア王たちと戦ったが、アッシリア人との取引に応じる部族もあり、中アッシリア時代の後になるにつれ、複数のアラム人部族がアッシリア帝国内で定住を始め、定着していった。外国人エスニック・グループはしばしば労働力を提供し、建設事業のために雇用された。彼らの多くが社会的に低い地位にあったと見られるが、彼らの文化的伝統を通じてアッシリアの文化発展に貢献した。
古代アッシリア文明は何をアッシリア人を見なすかという点について比較的開放的であり、言語や民族的な出自ではなく（兵役などの）義務を果たしているか、アッシリア帝国の一員であるか、アッシリア王に対して忠誠を保っているかどうかが、その人がアッシリア人であるかどうかの主たる要素であった。そのため、征服民が徐々に同化されていった例は複数あったと思われ、こうした人々は数世代を経た後にはアッシリア人以外の何物とも認識されなくなっていたかもしれない。

### 言語
古代アッシリア人が会話や筆記に主として用いていた言語であるアッシリア語はセム語（現代のヘブライ語やアラビア語と親類関係がある）の1つであり、南メソポタミアで使用されていたバビロニア語と密接な関係があった。現代の学者たちは通常、アッシリア語とバビロニア語をいずれもアッカド語の方言であるとみなしている。しかし、この分類は現代の慣例であり、古代の人々はアッシリア語とバビロニア語は2つの異なる言語とみなしていた。バビロニア語だけがアッカドゥーム（アッカド語、akkadûm）と呼ばれ、アッシリア語はアッシュルー（aššurû）ないしアッシュラーユ（aššurāyu）と呼ばれた。両者とも楔形文字を用いて書かれたが字形はかなり異なっており、比較的容易に見分けることができる。
中アッシリア語（中アッシリア時代のアッシリア語）の文書記録の発見はやや局所的であり、主としてアッシュル市とカール・トゥクルティ・ニヌルタ市の図書館から発見されている。従って中アッシリア語の時代的変化は未だ十分に実証されていない。前13世紀と前12世紀の文書は多数知られているが、ティグラト・ピレセル1世の治世以降の文書は極めて稀である。中アッシリア語はアッシリア帝国で用いられた唯一の言語ではなかった。中アッシリア語は手紙、法的文書、行政文書で最も頻繁に用いられたが、王碑文や文学では同時代のバビロニア語（アッカド語バビロニア方言）もよく使用された。中アッシリア時代の法律や布告、戴冠式の説明のような王室の記録文書は全て中アッシリア語で書かれており、バビロニア語はその他の場合と同様、王碑文と文学作品においてのみ使用されるに留まった。中アッシリア時代のいくつかの学術的史料では、古代のシュメル語（シュメール語）がより新しい形態のアッカド語の傍らで使用されている。

### 道路網

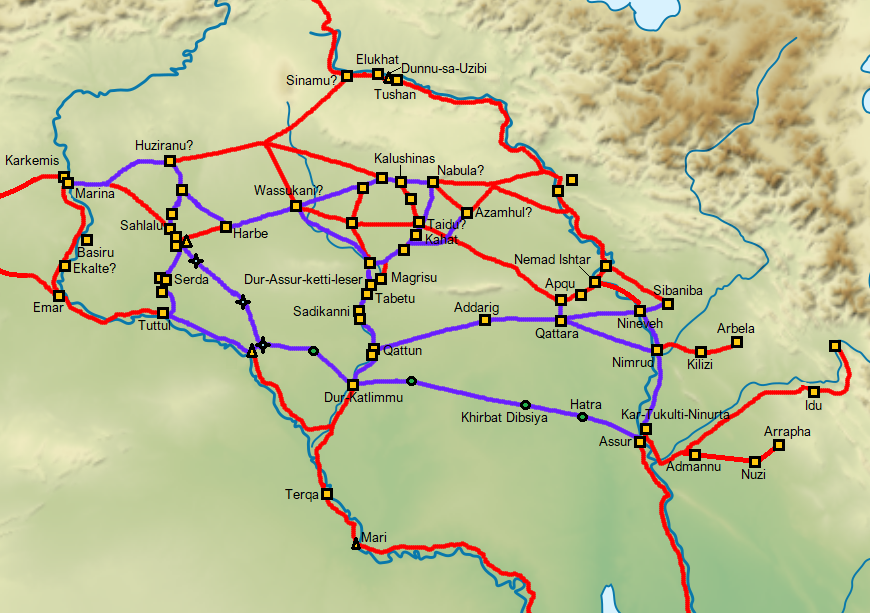
中アッシリア時代の道路網のおおよその地図。紫は考古学的に確認されている道路、赤は恐らく存在したであろう道路。

アッシリア帝国の洗練された道路網は中アッシリア時代に作られた。ヒッタイトやエジプトのようなより古い文明も同様に広域の道路網を持っていたに違いないが、中アッシリア時代のの道路網は古代オリエントにおいて現在知られている中では最も古いものであり、その構築は恐らく古アッシリア時代のアッシリア人の交易に関する専門的知識に由来するであろう。後代の新アッシリア帝国、新バビロニア、ハカーマニシュ朝（アケメネス朝）の洗練された道路網は中アッシリア時代の道路網を直接的な前身とする。
中アッシリア時代の道路網は主として既存の道路沿いに設備を建設することで構築された。同時代のアッシリアの史料ではこの道路ネットワークはharran sarri（王の道）と呼ばれている。新しい道路の建設や古い道路の大規模修繕はかなり限定的であった。これは恐らくこの地域における古代の道路はまだ良好な状態であり、こうした修繕を必要としていなかったことによるであろう。コルサバドとニネヴェの2か所に石橋が建設されたことだけが確固として証明されている。恐らく他の場所では木製橋が使用されていたと思われる。道路沿いに新たに設置された設備は宿駅または宿舎（relay stations or rest stops）で、旅行者に食料と宿泊施設を提供し、必要に応じて馬も提供した。現存史料からこうした宿駅間の距離を完全に明らかにすることはできないが、多くの宿駅は戦車で約1日の旅程ごとの距離に設置されていたと見られ、恐らく約30キロメートル程度離れていたと考えられる。
この道路網によって帝国内の通信経路を改善したことは、中アッシリア時代のアッシリアの成功の重要なファクターであった。この道路網を最も良く利用したのは（少なくとも現存する物質的史料に見られるという意味において）アッシリアの行政機関の人員、つまりは官吏の使者や王の使節であり、時には彼らの護衛が帯同した。外国やアッシリア政府と関わりのない個々人の使節もこの道路を用いたことがわかっている。これは彼らへの食糧提供が文書上に見えることによる。多くの旅行者が馬車や戦車を用いていたが、徒歩による旅行者も多かった。

## 宗教

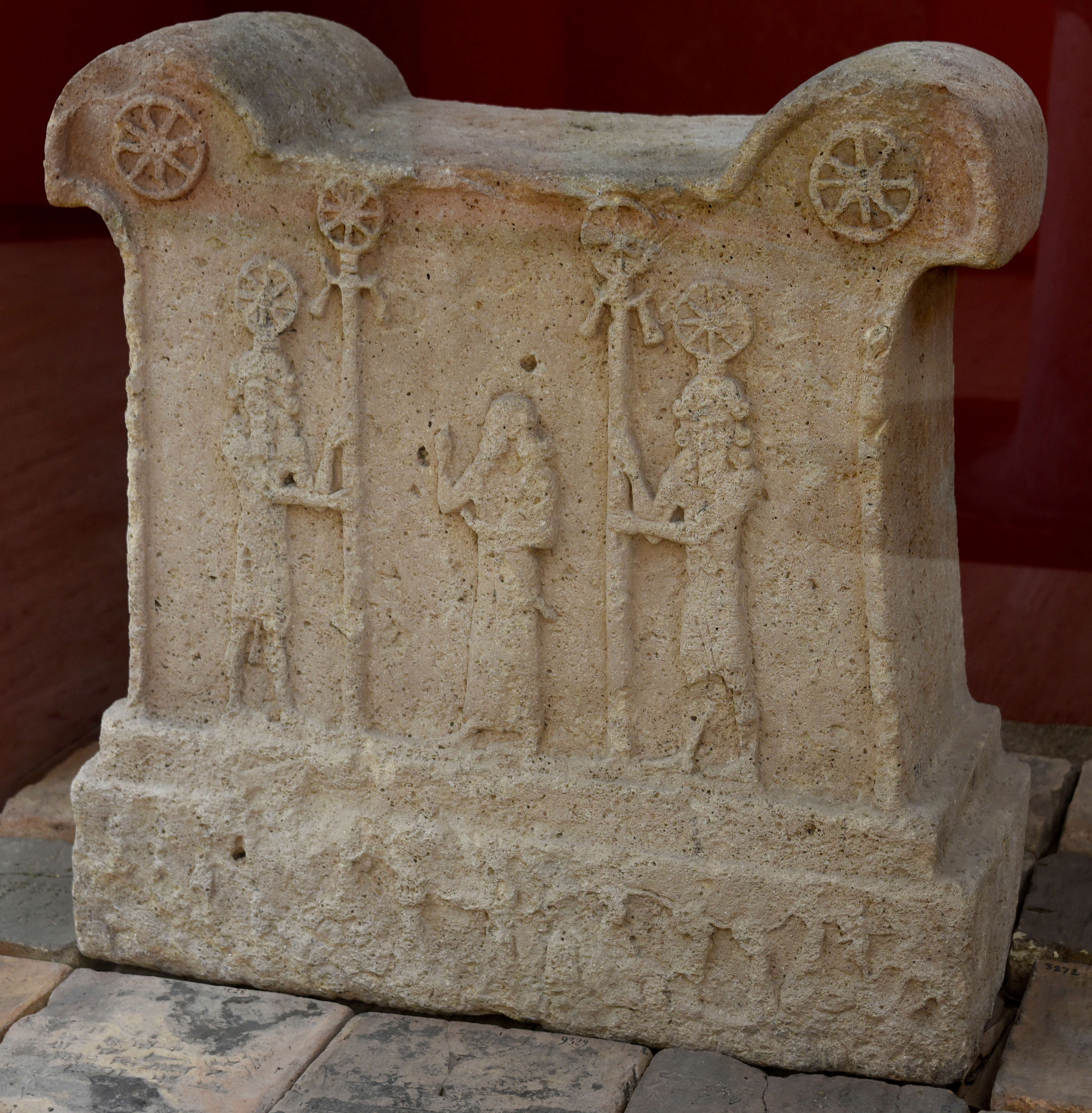
アッシュルで発見されたある神殿の祭壇。トゥクルティ・ニヌルタ1世の時代に作られた。

アッシリア人は南メソポタミアのバビロニア人と同じパンテオンの神々を崇拝した。アッシリアの主神は国家神アッシュルであった。アッシュルという名前で呼ばれるこの神と都市は一般的に現代の歴史学者によって神アッシュルおよび都市アッシュルと呼び分けられているが、古代においてはともに全く同じ綴りでアッシュル（Aššur）と表記されていた。先行する古アッシリア時代の文書ではしばしばアッシュル市とアッシュル神は明確に区別されていない。これはアッシュル神が初期アッシリア時代のいずれかの時代に都市それ自体が擬人化・神格化されたことで誕生したことを示している。神としてのアッシュルの役割はアッシリア人たちの文化や政治の変化に伴って変化した。古アッシリア時代、アッシュルは主に死と再生の神であり農業に結び付けられていた。中アッシリア時代にはアッシュルの役割は完全に変化した。この役割の変化は恐らくミッタニ王国の宗主権下にあった時代の反応として始まった。中アッシリア時代の神学ではアッシュルは戦争の神として現れる。アッシュルは古アッシリア時代のようにアッシリア王に神的な正当性を与えるのみならず、「正しき王笏（just scepter）」をもって「アッシュルの地」を拡大するよう命じた。

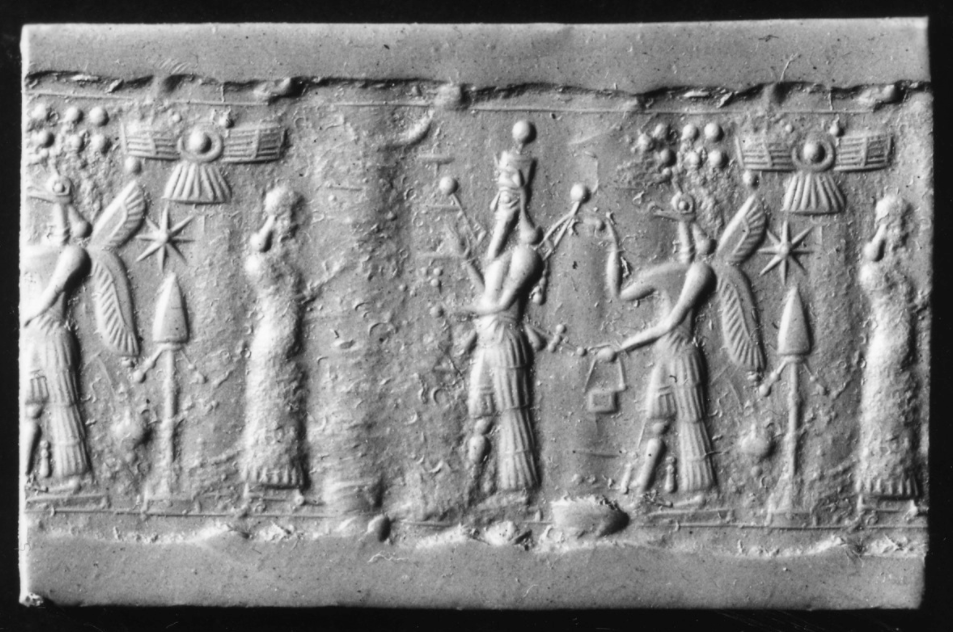
宗教的場面を描いた中アッシリア時代の円筒印章の印影。

恐らく、中アッシリア時代のアッシュル神の軍神としての権能は、前19世紀にアッシュル市を征服したアムル人の征服者、シャムシ・アダド1世が広めた神学に端を発する。シャムシ・アダド1世はアッシュル市にもともとあった朽ちたアッシュル神殿をメソポタミアのパンテオンにおける主神エンリルに捧げる新たな神殿に置き換えた。シャムシ・アダド1世はアッシュル神に対しても敬意を持っていたため、このエンリル神殿は後にアッシュル神殿としても使用されており、彼がエンリル神とアッシュル神を同一視していた可能性もある。この同一視の結果として後にアッシュル神が「神々の王（南北メソポタミアの文明双方において、元来はエンリルの役割であった）」と見られるようになったかもしれない。アッシュル神とエンリル神の同一視の進展、あるいは少なくともエンリル神の役割がアッシュル神へと移される過程は、バビロンにおいてハンムラビの治世（前18世紀）以来、元々はあまり重要でなかった地域神マルドゥクがエンリル神を手本にパンテオンの頂上へと押し上げられていった過程と平行して進んでいた。
アッシュル神と古代シュメルの神々の王エンリル神の同一視のもつ重要性と意義は、中アッシリア時代に初めて明確に表れる。アッシュル神への供物の一部として中アッシリア時代に帝国の全ての属州から品々がアッシュル市へと送られていたことは、アッシュル神に対する基本的な奉仕が帝国の全地域で共同で行われることが重要であるとみなされていたことを示す。このことは、なぜ帝国全体が「アッシュルの地（māt Aššur）」と呼ばれたのかを理解する一助となる。つまりは、帝国の全ての地がアッシュル神を養い、アッシュル神がそれらの地を統合していたのである。帝国全土が品々を供物として納めるという考え方は新しいものではなかった。例えば、ウル第3王朝（前2112年-前2004年）でもニップル市にエンリル神への供物を捧げると言う形で同様の仕組みが採用されていた。供物の奉納を通じてアッシュル神が帝国全体を統合する神となっていったことは、あらゆる社会階級を共にアッシュル神の民として結び付け、アッシリア人のアイデンティティを強化したであろう。